# Niederschlesische Operation
1941: Białystok-Minsk – Dubno-Luzk-Riwne – Smolensk – Uman – Kiew – Odessa – Leningrader Blockade – Wjasma-Brjansk – Charkow – Rostow – Moskau – Tula

1942: Rschew – Charkow – Ljuban/Wolchow – Kertsch/Sewastopol – Fall Blau – Kaukasus – Stalingrad – Operation Mars

1943: Woronesch-Charkow – Operation Iskra – Nordkaukasus – Charkow – Kursk – Orjol – Donez-Mius – Donbass – Belgorod-Charkow – Smolensk – Dnepr – Kiew

1944: Dnepr-Karpaten – Leningrad-Nowgorod – Krim – Wyborg–Petrosawodsk – Operation Bagration – Lwiw-Sandomierz – Jassy–Kischinew – Belgrad – Petsamo-Kirkenes – Baltikum – Karpaten – Ungarn

1945: Kurland  – Weichsel-Oder – Ostpreußen – Westkarpaten – Niederschlesien – Ostpommern – Plattensee – Oberschlesien – Wien – Oder – Berlin – Prag
Die Niederschlesische Operation (russisch Нижнесилезская операция) war eine Offensive der Roten Armee an der deutsch-sowjetischen Front des Zweiten Weltkrieges, die vom 8. Februar bis zum 24. Februar 1945 dauerte und von den Einheiten der 1. Ukrainischen Front gegen die deutsche Heeresgruppe Mitte in Niederschlesien durchgeführt wurde.

## Ausgangslage
Schon Ende Januar 1945 hatte die Rote Armee im Rahmen der Weichsel-Oder-Operation die Vorkriegsgrenze des Deutschen Reiches im Bereich Oberschlesien überschritten. Die Verbände der Heeresgruppe Mitte befanden sich seit dem sowjetischen Durchbruch an der Weichsel Mitte Januar 1945 praktisch im ständigen Rückzug in Richtung Westen, verwickelt in andauernde Kämpfe mit den schnell vorrückenden und überholenden Einheiten der Roten Armee („Wandernde Kessel“). Die Herstellung einer stabilen Hauptkampflinie (HKL) entlang der Oder und das Aufhalten der feindlichen Kräfte war nicht gelungen. Der sowjetischen 3. Garde-Armee, 13. Armee und 4. Panzerarmee war es zwar misslungen, die Stadt Breslau einzunehmen, aber es waren Stellungen am westlichen Ufer der Oder im Raum Steinau erobert und ausgebaut worden. Ähnliches geschah im Raum Ohlau, wo sich die sowjetische 52. Armee und 3. Gardepanzerarmee festsetzten. Südlich von Oppeln bis Cosel in Oberschlesien lagen die sowjetische 59. und 60. Armee. Die Ausgangsstellungen dieser drei Gruppierungen dienten dann als Brückenköpfe für den kommenden sowjetischen Großangriff. Auf der sowjetischen Seite wurde ferner die 2. Luft-Armee eingesetzt.
Für die Reichsregierung war die Provinz Schlesien wegen ihrer zahlreichen Industriebetriebe von größter Bedeutung. Als das Oberschlesische Industriegebiet Ende Januar 1945 verloren ging, wies Rüstungsminister Albert Speer darauf hin, „dass die Leistung der Wehrwirtschaft gegenüber der noch im Dezember [1944] erzielten auf 1/4 absinken würde.“ Niederschlesien und die Mährisch-Ostrauer Region waren aber nach wie vor bedeutsam als Zentren der Waffenproduktion und der Steinkohleförderung.

## Ziele der Operation
Der Operationsplan wurde Ende Januar vom Stabsoffizieren der 1. Ukrainischen Front unter Marschall Iwan Konew und dessen Stabschef Wassili Sokolowski erarbeitet und vom sowjetischen Hauptquartier Stawka am 29. Januar gebilligt. Die eilige Planausarbeitung ist ein Hinweis auf den Wetteifer gegenüber dem Konkurrenten Georgi Schukow, der – stets von Stalin bevorzugt – im Alleingang die Reichshauptstadt erobern könnte. Die Operation sollte um den 25. bis 28. Februar mit dem Erreichen der Elbe enden.
Es sollte also die letzte Erstürmung werden. Die Zerschlagung der deutschen Verbände um Breslau, der Vorstoß über die Niederlausitz in Richtung Sprottau und Cottbus, die südwestliche Umgehung von Berlin und ein koordiniertes Vorgehen mit der 1. Weißrussischen Front gegen die Hauptstadt waren als Ziele in der Direktive des 1. Kriegsrates vom 31. Januar 1945 erfasst.
Die Erfolge des bisherigen Vormarsches durch Weißrussland und Polen (ca. 150 km pro Woche in der Operationszeit) hatten das sowjetische Oberkommando zum Setzen dieser weitgesteckten Ziele verführt. Die Kampfkraft der Deutschen zu diesem Zeitpunkt wurde von der Roten Armee generell als gering eingeschätzt, es wurde mit einem eher schwachen Widerstand und einer schnellen Eroberung der Reichshauptstadt gerechnet.
Den Schwerpunkt des Angriffes bildeten auf dem rechten Frontflügel nordwestlich von Breslau vier Armeen (3. Garde-Armee, 13., 52. und 6. Armee), zwei Panzerarmeen (3. Garde-Panzer- und 4. Panzerarmee), sowie ein Panzer- (25.) und ein mechanisiertes (7.) Gardekorps. Die zweite Stoßgruppierung mit der 5. Garde-Armee, der 21. Armee und dem 4. Garde- und 31. Panzerkorps konzentrierte sich um den Brückenkopf bei Ohlau südlich von Breslau. Diese Gruppe erhielt den Auftrag, in Richtung Dresden vorzurücken und sollte die Elbe um den 25. Februar erreichen. Die dritte Stoßgruppierung konzentrierte sich auf dem linken Flügel der Front südöstlich von Oppeln und bestand aus der 59. und 60. Armee sowie dem 1. Garde-Kavalleriekorps. Sie sollte von dem Brückenkopf im Raum Cosel aus bis an die Sudeten vorrücken und die Handlungen der anderen Frontteile unterstützen. Die sowjetischen Armeegruppierungen wurden in ihrer Tiefe entsprechend gestaffelt: Einer Panzerarmee folgte direkt eine Schützenarmee.

### Sowjetische Angriffsvorbereitungen
Die Vorbereitungszeit der neuen Offensive nach dem Beenden der Weichsel-Oder-Operation wurde von Marschall Konew knapp bemessen. Obwohl die Rote Armee seit Mitte Januar etwa 400 Kilometer nach Westen vorgestoßen war, standen nur einige Tage zur Umgruppierung und Auffrischung und zum Heranschaffen von Munition und Kriegsgerät zur Verfügung. Der Personal- und Ausrüstungsstand vieler sowjetischer Einheiten war erheblich abgesunken, jedoch bestand immer noch eine Übermacht gegenüber den Wehrmachtverbänden. Der Grund für die eilige Fortsetzung des Vormarsches lag in mehreren Grundsätzen. Zunächst wollte man den deutschen Kräften keine Möglichkeit und Zeit zur Stabilisierung der Front und zum Ausbau ihrer Verteidigung geben. Auch war die bisher erreichte Frontlinie, insbesondere am mittleren und unteren Lauf der Oder, für die sowjetische Armee ungünstig und erforderte entsprechende Sicherungen an den Frontflügeln. Die 1. Weißrussische Front war bereits weiter westlich bis nach Küstrin vorangekommen, abgegrenzt durch den Fluss Oder von den südlich liegenden deutschen Einheiten, die jederzeit eine Bedrohung für ihre linke Flanke darstellen konnten.
Das sowjetisch-deutsche Kräfteverhältnis an der Oderfront gestaltete sich je nach Frontabschnitt unterschiedlich. Laut offiziellen sowjetischen Quellen betrug es nördlich von Breslau bei Infanterieeinheiten 2,3:1, bei der Artillerie 6,6:1, bei Panzern 5,7:1. Südlich der Stadtfestung betrug die Überlegenheit bei der Infanterie 1,7:1, bei der Artillerie 3,3:1 und bei Panzern 4:1. Noch weiter südlich war das Verhältnis der Kräfte fast ausgeglichen. Diese Angaben sind auch die einzigen Quellen über die Stärke der deutschen Truppen zu diesem Zeitpunkt, da Angaben von deutscher Seite nicht vorliegen. Insgesamt lagen aber Stärke und Ausrüstung der 1. Ukrainischen Front deutlich unter den Vorgaben des sowjetischen Oberkommandos. Zu Beginn der Operation wurden für Konews Truppen 2215 einsatzfähige Panzer und Selbstfahrlafetten gemeldet, gegenüber 3661 beim Beginn der Weichsel-Oder-Operation am 12. Januar. Auf die 3. Garde-Panzerarmee entfielen davon 379 Panzer und 188 Selbstfahrlafetten, was jeweils 56 % bzw. 72 % des Sollbestandes darstellte. Bei der 4. Panzerarmee gab es 414 Panzer und Geschütze (55 % vom Soll). Die Panzerkorps zählten je etwa 120–150 Panzer. Bei der Infanterie zählten die Divisionen durchschnittlich etwas über 4000 Soldaten (50 % vom Soll). Die unterstützende sowjetische 2. Luftarmee verfügte über 2815 einsatzfähige Flugzeuge. Ab Ende Januar wurden einige Kommandotrupps per Fallschirm im deutschen Hinterland abgesetzt, deren primäre Aufgabe das Erkunden der Lage der Wehrmachtverbände war.

### Pläne der deutschen Parteiführung
Nachdem die Kampfhandlungen immer weiter auf das Reichsgebiet übergriffen, stellte sich erneut die Frage der Befehlsführung in den betroffenen Heimatgebieten. Ein Operationsgebiet auf dem Reichsgebiet gab es laut den bisherigen Vorschriften eigentlich nicht. Die Wehrmacht war hier nur auf militärische Aufgaben beschränkt. Bis zur Front hielten die Gauleiter als Reichsverteidigungskommissare die Verwaltungsbefugnisse und staatliche Hoheitsrechte in ihren Händen, was auch die Befehlsgewalt und ein Übergehen der Verantwortlichkeit von der Wehrmacht auf die von Hitler bevorzugte Partei beinhaltete. Nur in einer Kampfzone von etwa 20 km Tiefe war das Feldheer gegenüber den Dienststellen der Gauleiter weisungsberechtigt. Die Unfähigkeit der eingesetzten Gauleiter Karl Hanke, Fritz Bracht und Hans Frank sowie ihre nicht abgestimmten Aktionen führten zur Vernachlässigung der bereits bestehenden Wehranlagen oder deren unsachgemäßem Ausbau. Die Darstellungen Panzergräben schaufelnder Bevölkerung in den Wochenschau-Berichten sollte eher Durchhaltewillen demonstrieren, als es der Vorbereitung auf die kommende Schlacht diente. Außer der „Oderstellung“ aus der Vorkriegszeit im mittleren Verlauf des Flusses (Breslau – Crossen) gab es seit Ende 1944 entlang der oberen Oder zwischen Breslau und Ratibor (Oberschlesien) eine große Anzahl von (anonymen) Kampfständen, Bunkern und Anlagen, die vor einem Angriff aus dem Osten schützen sollten. Hochwertige Kampfausrüstung und Waffen waren aber nicht vorhanden, da diese für den Atlantikwall abgegeben worden und somit verloren waren. Mit einer ausreichend ausgebildeten Besatzung würden die Anlagen ihren Zweck möglicherweise erfüllen können, aber das lag wiederum in der Verantwortung der militärischen Führer. Weitere Probleme mit der Kompetenz der Gauleiter ergaben sich vielfach bei der Versorgung oder Beurteilung der Lage und den damit verbundenen Maßnahmen der Räumung und Evakuierung der Zivilbevölkerung und der Einsatzplanung der Volkssturm-Verbände. Schlecht ausgebildet, zusammengerufen in nicht winterfester Zivilkleidung oder in alten kaiserlichen Uniformen, schwach ausgerüstet mit unterschiedlichen Beutewaffen, ohne ausreichenden Munitionsbestand, konnten die überwiegend älteren Männer den übermächtigen Gegner nicht so aufhalten, wie von den Gauleitern gewünscht. Die Kompetenzen waren nicht klar geregelt und die Volkssturmverbände anfangs nicht der militärischen Führungsorganisation unterstellt. Erst nach und nach erkannte die höchste Parteiführung die Probleme beim Einsatz der Volkssturm-Verbände. Am 26. Januar 1945 erging der Befehl Hitlers, gemischte Kampfgruppen des Volkssturms zusammen mit Truppenteilen des Feldheeres unter einheitlicher Führung zu bilden. Am 10. Februar stellte das Oberkommando der Heeresgruppe Mitte in einer Beurteilung fest, dass sich die selbständigen Volkssturmeinheiten in der HKL wenig bewährt hätten und empfahl „die Eingliederung in Truppenteile des Feldheeres, Einsatz in bekanntem Heimatgelände, in rückwärtigen Stellungen zur Bewachung und Sicherung und zum Stellungsbau sowie den Einsatz ortskundiger kleiner Volkssturmgruppen in Flanken und Rücken des Gegners.“

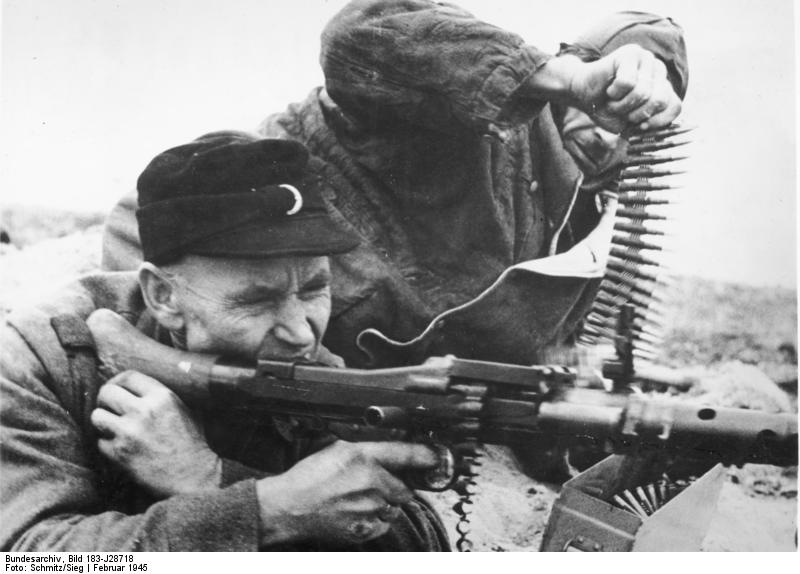
Ein Propagandafoto mit Volkssturmmännern an einem Maschinengewehr MG 34 – solche Waffenausrüstung gehörte eher zur Ausnahme.

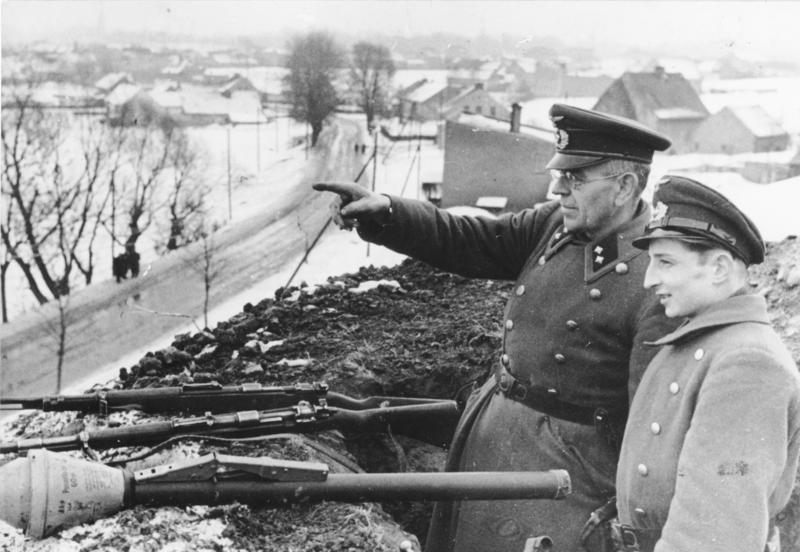
Volkssturmmänner bei Ratibor Anfang Februar 1945

Eine wesentliche Erscheinung der Kampfhandlungen stellte die Flucht der deutschen Zivilbevölkerung vor der Roten Armee aus den Ostgebieten dar. Der Exodus erfasste ganze Kreise und Flüchtlingstrecks waren allgegenwärtig.
Anders als in Ostpreußen hatte sich der Gauleiter von Niederschlesien Karl Hanke nicht geweigert, eine mögliche (vorübergehende) Evakuierung zu planen. Ein zu frühes Verlassen der bedrohten Heimat durch die Bewohner wurde mit hohen Strafen belegt. Oft wurden die Gefahren der kommenden Kämpfe von den anwesenden Polizei- oder SS-Einheiten verharmlost und der Bevölkerung ein falsches Bild der Lage vermittelt. Die Räumungsbefehle der Partei kamen meist zu spät oder überhaupt nicht, die Flüchtlinge wurden anfangs in kaum 100 km entfernte Kreise transportiert, die nach kurzer Zeit selbst zum Kampfgebiet wurden. Die schlecht organisierten, der Kälte trotzenden und bis zu 16 Kilometer langen Flüchtlingskolonnen in Richtung Sachsen und Böhmen blockierten die Nachschub- und Rückzugswege des Heeres, gerieten teilweise direkt in militärische Auseinandersetzungen oder wurden Opfer gezielter sowjetischer Angriffe. Das OKW lehnte eine vorzeitige Evakuierung generell ab. Noch am 28. Januar 1945 äußerte der Chef des OKW Keitel: „zusätzliche personelle Räumung bedeutet für die Betroffenen nur Preisgabe an Hunger, Kälte und Gefahren“ und „in Schlesien sollte die Räumungsmaßnahme über 30 km westlich der Oder unterbleiben.“
Am 30. Januar 1945 wurde der Wehrkreis VIII (Breslau) (stellv. Kommandierender General Rudolf Koch-Erpach) der Heeresgruppe Mitte unterstellt, was das störungsreiche Verhältnis zwischen dem Feldheer und Ersatzheer entspannte. Durch den totalen Kriegseinsatz wurden vom Ersatzheer vom Ende Januar bis Anfang Februar über 93.000 Mann an die gesamte Ostfront überführt. Den improvisierten Verbänden fehlten aber hauptsächlich Fahrzeuge und Artillerie sowie Kampferfahrung. Somit war auch der Wert der teilweise aus magen- oder ohrenkranken Soldaten aufgestellten Einheiten äußerst zweifelhaft.

### Pläne der Wehrmachtführung
Am 3. Februar 1945 erkannte die Heeresgruppe Mitte, dass die Rote Armee einen Stoß von Steinau aus in westlicher und südwestlicher Richtung nach Ostsachsen sowie gegen Mährisch-Ostrau plante. Sogar die von Stawka geplanten Ziele waren bekannt und wurden einen Tag vor dem Beginn des Angriffs wie folgt benannt:

„Als Schwerpunkt ist jetzt die 1. ukrain. Front im Raum von Steinau anzusehen; anzunehmen ist die Stoßrichtung in den Raum südlich Berlin mit einem Nebenstoß in Richtung Dresden.“

Bereits im Dezember 1944 waren in den Stäben der Heeresgruppe mehrere Planspiele unter Leitung der Generäle Fritz Benicke und Wolf-Dietrich von Xylander durchgeführt worden, die den späteren Verlauf der sowjetischen Winteroffensive gut abbildeten und gleichzeitig die Mängel auf der deutschen Seite hervorhoben. Die sowjetische Operation und deren Verlauf kam also für die deutsche Seite nicht überraschend.
Dem Chef des Generalstabs des Heeres, Generaloberst Heinz Guderian, war schon vor dem Beginn der Winteroffensive bewusst, dass die Ostfront infolge ihrer dünnen Besetzung und der geringen Ausstattung mit Reserven „bei einem russischen Durchbruch wie ein Kartenhaus zusammenfallen würde.“ Nachdem das mittel- und oberschlesische Gebiet von der Roten Armee besetzt worden war, schlug Guderian vor, Divisionen aus dem Kurland-Kessel nach Pommern abzuziehen und mit deren Hilfe einen Gegenschlag gegen die 1. Weißrussische Front zu führen (→ Unternehmen Sonnenwende).
Hitler betrachtete die Ostfront hingegen nicht als den primären Kriegsschauplatz. So wurden nach dem Ende der Ardennenoffensive die von dort abgezogenen letzten kampfkräftigen Panzerverbände der Westfront nicht an die Ostgrenze, sondern nach Ungarn verlegt, um bei der Plattenseeoffensive eingesetzt zu werden. Seine Strategie basierte darauf, die Ostfront mit den dort verfügbaren Kräften und durch den Ausbau der größeren Orte zu „Festungen“ zu halten. Durchbrüche des Feindes führten dazu, dass die mobilen Einheiten von einem Kampfraum zum anderen geworfen wurden, was zu schnellerer Abkämpfung führte. Die Reserven standen meist zu nah an der HKL, sodass es keinen Freiraum für operative Einsätze gab. Unbewegliche Einheiten wurden vielfach überrollt, weil es an Betriebsstoff mangelte. Die Gefechtsstärke der Truppen war schwach, da ihre Personalstärke und Waffenausrüstung längst nicht mehr den Vorgaben entsprachen. Anstelle von geschlossenen Divisionen existierten oft nur Kampfgruppen. Die oft in Wochenschauen gezeigten modernen Waffen und Panzer waren bei den meisten Wehrmachtverbänden kaum vorhanden. Der Transport der Soldaten fand wieder zu Fuß oder mit Pferdewagen statt, was die Mobilität weiter einschränkte. Der Mangel an Artillerie, Panzerabwehrwaffen und vor allem an Munition musste jeden sowjetischen Vorstoß früher oder später zum Erfolg werden lassen.
Auch in Schlesien reduzierte sich die militärische Taktik zum passiven Halten mit immer wieder von der obersten Führung neu definierten Hauptkampflinien und „Festungen“. Das Ziel war, die sowjetischen Kräfte an solchen zu binden und den Vormarsch zu verlangsamen. Die Bestimmung zu „Festungen“, „Festen Plätzen“ und „Festungsbereichen“ behielt sich der Führer selbst vor.
Die Strategie der Wehrmachtführung, nun ohne volle Handlungsfreiheit, zielte im schlesischen Operationsgebiet wie auch an den anderen Abschnitten der Ostfront nur noch auf das Hinauszögern des sowjetischen Vormarsches ab. Ob die in der Nachkriegszeit oft von höheren Offizieren betonte Rettung der Zivilbevölkerung vor den Übergriffen der Roten Armee hierbei den Ausschlag gab, bleibt fraglich.

### Lokale Operationen der Wehrmacht Anfang Februar
Am 5. Februar 1945 wurde von der deutschen Seite noch ein Unternehmen bei Dyhernfurth durchgeführt. Die Stadt Dyhernfurth und die nahegelegenen KZ-Außenlager Dyhernfurth I und II – Produktionsstätten für chemische Kampfstoffe – waren am 25. Januar in die Hand der Roten Armee gefallen. Eine deutsche Kampfgruppe unter General Sachsenheimer und die Belegschaft der Fabrik drangen in einem Handstreich über die Oder und die Stadt in die Fabrik vor, um die Anlagen zu zerstören. Anschließend gingen sie auf das linke Oderufer zurück, nachdem die gefährlichen Kampfstoffe einfach in den Fluss abgepumpt worden waren. Die Leichtigkeit, mit der die Aktion durchgeführt werden konnte, führte bei der deutsche Führung zu der falschen Einschätzung, der Feind sei merklich geschwächt. In den nächsten Tagen führten deutsche Einheiten immer wieder die Gegenangriffe gegen die gebildeten Brückenköpfe. Insbesondere die neuaufgestellte 408. Division des Panzerkorps „Großdeutschland“, die Fallschirm-Panzer-Division 1 Hermann Göring und das XXIV. Panzerkorps griffen mit ihren bereits zerschlagenen Einheiten immer wieder die sowjetischen Kräfte nördlich von Steinau an. Vom 1. bis zum 7. Februar verlor die sowjetische 4. Panzerarmee in diesem Gebiet 42 Kampffahrzeuge. In der Gegend von Grottkau wurden die deutsche 8. Panzer-Division und 45. Volksgrenadier-Division als Keil zwischen der sowjetischen 5. Garde-Armee und 21. Armee eingesetzt.
Im Abschnitt zwischen Beuthen an der Oder und Crossen, also schon im Bereich der 9. Armee der Heeresgruppe Weichsel, führte das, seit der Zerschlagung in Polen im Raum Lissa im Rückzug befindliche, XXXX. Panzerkorps die Abwehrkämpfe. Kurzzeitig kam es am 6. Februar zu einem gefährlichen sowjetischen Stoß über die Oder in Odereck. Mit welchen Mitteln solche Aktionen durchgeführt wurden, beschreibt von Ahlfen:

„Die Kräfte des Korps zum Beseitigen dieser ‚Eiterbeule‘ bestanden nur aus einer 10-cm-Kanone, zwei Beutegeschützen mit wenig Munition und Volkssturm […] In einem Werk bei Naumburg am Bober fand man Füllpulver für V2-Geschosse, mit dem an anderer Stelle aufgefundene ‚Goliaths‘ […] geladen wurden.“

Am nächsten Tag wurde der Angriff abgewehrt und die letzten Oderbrücken in Odereck, Crossen und Fürstenberg gesprengt.

### Beteiligte Verbände
| 1. Ukrainische Front (Marschall der Sowjetunion Iwan Konew) | 1. Ukrainische Front (Marschall der Sowjetunion Iwan Konew)                                                                                | 1. Ukrainische Front (Marschall der Sowjetunion Iwan Konew)                                                                          | 1. Ukrainische Front (Marschall der Sowjetunion Iwan Konew)                                   | 1. Ukrainische Front (Marschall der Sowjetunion Iwan Konew) |
| ----------------------------------------------------------- | --- | --- | --------------------------------------------------------------------------------------------- | ----------------------------------------------------------- |
|                                                             | 3. Gardearmee (Generaloberst Wassili N. Gordow, Chef des Stabes Oberst Nikolai Zielinski)                                                  | |                                                                                               |                                                             |
|                                                             | | 21. Schützenkorps, (Generalmajor Alexei A. Jamanow)                                                                                  |                                                                                               |                                                             |
|                                                             | | | 329. Schützen-Division, (Oberst Fjodor Abaschew)                                              |                                                             |
|                                                             | | | 58. Schützen-Division, (Oberst Alexander Schikita)                                            |                                                             |
|                                                             | | | 253. Schützen-Division, (Oberst Jefim Epin)                                                   |                                                             |
|                                                             | | 76. Schützenkorps, (Generalleutnant Michail I. Gluchow)                                                                              |                                                                                               |                                                             |
|                                                             | | | 127. Schützen-Division, (Generalmajor Semjon Mladenzew)                                       |                                                             |
|                                                             | | | 287. Schützen-Division, (Generalmajor Josif Pankratow)                                        |                                                             |
|                                                             | | | 389. Schützen-Division, (Generalmajor Leonid Kolobow)                                         |                                                             |
|                                                             | | 120. Schützenkorps, (Generalmajor Fjodor S. Danilowski)                                                                              |                                                                                               |                                                             |
|                                                             | | | 106. Schützen-Division, (Generalmajor Jemeljan Wassilenko)                                    |                                                             |
|                                                             | | | 149. Schützen-Division, (Generalmajor Andrei Orlow)                                           |                                                             |
|                                                             | | | 197. Schützen-Division, (Generalmajor Fjodor Danilowski)                                      |                                                             |
|                                                             | 3. Garde-Panzerarmee (Generaloberst Pawel S. Rybalko, Chef des Stabes Generalmajor Dmitri Bachmetjew)                                      | |                                                                                               |                                                             |
|                                                             | | 6. Garde-Panzerkorps, (Generalmajor Wassili Wassiljewitsch Nowikow)                                                                  |                                                                                               |                                                             |
|                                                             | | | 51. Garde-Panzer-Brigade, (Oberst Dmitri Suchowarow)                                          |                                                             |
|                                                             | | | 52. Garde-Panzer-Brigade, (Oberst Ludwig Kurist)                                              |                                                             |
|                                                             | | | 53. Garde-Panzer-Brigade, (Oberst Wassili Archipow)                                           |                                                             |
|                                                             | | | 22. Garde-Mechanisierte-Brigade, (Oberst Hamsja Bogdanow)                                     |                                                             |
|                                                             | | 7. Garde-Panzerkorps, (Generalmajor Sergei Alexejewitsch Iwanow)                                                                     |                                                                                               |                                                             |
|                                                             | | | 54. Garde-Panzer-Brigade, (Oberst Iwan Tschugunow)                                            |                                                             |
|                                                             | | | 55. Garde-Panzer-Brigade, (Oberst Dawid Dragunski)                                            |                                                             |
|                                                             | | | 56. Garde-Panzer-Brigade, (Oberst Sachari Slusarenko)                                         |                                                             |
|                                                             | | | 23. Garde-Mechanisierte-Brigade, (Oberst Alexander Golowatschow)                              |                                                             |
|                                                             | | 9. Mechanisiertes-Korps, (Generalleutnant Iwan Prokofjewitsch Suchow)                                                                |                                                                                               |                                                             |
|                                                             | | | 69. Garde-Mechanisierte-Brigade, (Oberst Sergei Litwinow)                                     |                                                             |
|                                                             | | | 70. Garde-Mechanisierte-Brigade, (Oberst Iwan Iwanow)                                         |                                                             |
|                                                             | | | 71. Garde-Mechanisierte-Brigade, (Oberst Alexander Koltschew)                                 |                                                             |
|                                                             | | | 91. Garde-Mechanisierte-Brigade, (Oberst Viktor Tutischkin)                                   |                                                             |
|                                                             | | 16. Selbständige Selbstfahrartillerie-Brigade, (Oberst Pjotr Popow)                                                                  |                                                                                               |                                                             |
|                                                             | 4. Panzerarmee (Generaloberst Dmitri D. Leljuschenko, Chef des Stabes Generalmajor Karl Upman)                                             | |                                                                                               |                                                             |
|                                                             | | 5. Garde-Mechanisiertes-Korps (Generalmajor Boris Michailowitsch Skworzow)                                                           |                                                                                               |                                                             |
|                                                             | | | 10. Garde-Mechanisierte-Brigade, (Oberst Wassili Buslawjew)                                   |                                                             |
|                                                             | | | 11. Garde-Mechanisierte-Brigade, (Oberst Fjodor Brikow)                                       |                                                             |
|                                                             | | | 12. Garde-Mechanisierte-Brigade, (Oberst Grigori Borisenko)                                   |                                                             |
|                                                             | | | 24. Selbständige Garde-Panzer-Brigade, (Oberst Wenjamin Rjasanzew)                            |                                                             |
|                                                             | | 6. Garde-Mechanisiertes-Korps (Oberst Wassili Fjodorowitsch Orlow)                                                                   |                                                                                               |                                                             |
|                                                             | | | 16. Garde-Mechanisierte-Brigade, (Oberst Wsewolod Rywsch)                                     |                                                             |
|                                                             | | | 17. Garde-Mechanisierte-Brigade, (Oberst Leonid Tschurilow)                                   |                                                             |
|                                                             | | | 49. Garde-Mechanisierte-Brigade, (Oberst Pjotr Turkin)                                        |                                                             |
|                                                             | | 10. Garde-Panzerkorps (Oberst Neil Danilowitsch Tschuprow, ab 10. Februar Generalleutnant J. J. Below)                               |                                                                                               |                                                             |
|                                                             | | | 61. Garde-Panzer-Brigade, (Oberst Wassili Saizew)                                             |                                                             |
|                                                             | | | 62. Garde-Panzer-Brigade, (Oberst Iwan Proschin)                                              |                                                             |
|                                                             | | | 63. Garde-Panzer-Brigade, (Oberst Michail Fomitschew)                                         |                                                             |
|                                                             | | | 29. Garde-Mechanisierte-Brigade, (Oberst Andrei Jefimow)                                      |                                                             |
|                                                             | | 93. Panzer-Brigade, (Major Alexei Dementjew)                                                                                         |                                                                                               |                                                             |
|                                                             | | 22. Selbständige Selbstfahrartillerie-Brigade (Oberst Wassili Prichodko, ab 17. Februar Oberst Nikolai Kornjuschkin)                 |                                                                                               |                                                             |
|                                                             | 13. Armee (Generaloberst Nikolai P. Puchow, Chef des Stabes Generalleutnant Herman Maladin)                                                | |                                                                                               |                                                             |
|                                                             | | 24. Schützenkorps (Generalmajor Dmitri P. Onuprienko)                                                                                |                                                                                               |                                                             |
|                                                             | | | 147. Schützen-Division, (Oberst Grigori Dudnik)                                               |                                                             |
|                                                             | | | 350. Schützen-Division, (Generalmajor Grigori Wechin)                                         |                                                             |
|                                                             | | 27. Schützenkorps (Generalmajor Filipp M. Tscherokmanow)                                                                             |                                                                                               |                                                             |
|                                                             | | | 6. Garde-Schützen-Division, (Oberst Georgi Iwanow)                                            |                                                             |
|                                                             | | | 112. Schützen-Division, (Oberst Dmitri Schukow)                                               |                                                             |
|                                                             | | | 280. Schützen-Division, (Generalmajor Jefim Laschtschenko)                                    |                                                             |
|                                                             | | 102. Schützenkorps (Generalmajor Iwan M. Pusikow)                                                                                    |                                                                                               |                                                             |
|                                                             | | | 117. Schützen-Division, (Generalmajor J. Koberidze)                                           |                                                             |
|                                                             | | | 121. Schützen-Division, (Oberst Danil Buschtruk)                                              |                                                             |
|                                                             | | | 172. Schützen-Division, (Generalmajor Anatoli Krasnow)                                        |                                                             |
|                                                             | | | 355. Schützen-Division, (Oberst Alexei Korusjewitsch)                                         |                                                             |
|                                                             | 52. Armee (Generalleutnant Konstantin Apollonowitsch Korotejew, Chef des Stabes Generalmajor A. N. Kolominow)                              | |                                                                                               |                                                             |
|                                                             | | 48. Schützenkorps (Generalmajor Sinowi Sacharowitsch Rogosnji)                                                                       |                                                                                               |                                                             |
|                                                             | | | 111. Schützendivision (Oberst P. K. Tschiwalew)                                               |                                                             |
|                                                             | | | 116. Schützendivision (Generalmajor W. A. Smirnow)                                            |                                                             |
|                                                             | | | 213. Schützendivision (Generalmajor I. J. Buslajew)                                           |                                                             |
|                                                             | | 73. Schützenkorps (Generalmajor Sarkis Sogomonowitsch Martirosjan)                                                                   |                                                                                               |                                                             |
|                                                             | | | 50. Schützendivision (Oberst Nikolai A. Rubanow)                                              |                                                             |
|                                                             | | | 254. Schützendivision (Generalmajor Michail K. Puteiko)                                       |                                                             |
|                                                             | | | 294. Schützendivision (Oberst Iwan Perepeliza)                                                |                                                             |
|                                                             | | 78. Schützenkorps (Generalleutnant Georgi Aleandrowitsch Latyschew)                                                                  |                                                                                               |                                                             |
|                                                             | | | 31. Schützendivision (Oberst Iwan Fedotowitsch Chilchewski)                                   |                                                             |
|                                                             | | | 214. Schützendivision (Generalmajor Grigori Nikititsch Schukow)                               |                                                             |
|                                                             | | | 373. Schützendivision (Generalmajor Kusma Iwanowitsch Sasonow)                                |                                                             |
|                                                             | 6. Armee (Generalleutnant Wladimir A. Glusdowski, Chef des Stabes Generalmajor Fjodor Klokow)                                              | |                                                                                               |                                                             |
|                                                             | | 22. Schützenkorps (Generalmajor Fjodor W. Sacharow)                                                                                  |                                                                                               |                                                             |
|                                                             | | | 218. Schützen-Division, (Oberst Pjotr Jaroschenko)                                            |                                                             |
|                                                             | | | 273. Schützen-Division, (Oberst Dmitri Sinkin)                                                |                                                             |
|                                                             | | 74. Schützenkorps (Generalmajor Alexander Wassiljewitsch Woroschischzew)                                                             |                                                                                               |                                                             |
|                                                             | | | 181. Schützen-Division, (Oberst Pawel Morosow)                                                |                                                             |
|                                                             | | | 309. Schützen-Division, (Oberst Boris Lew)                                                    |                                                             |
|                                                             | | | 359. Schützen-Division, (Oberst Pjotr Kosolapow)                                              |                                                             |
|                                                             | 5. Gardearmee (Generaloberst Alexei S. Schadow, Chef des Stabes Generalmajor Nikolai Lamin)                                                | |                                                                                               |                                                             |
|                                                             | | 32. Garde-Schützenkorps (Generalleutnant Alexander Iljitsch Rodimzew)                                                                |                                                                                               |                                                             |
|                                                             | | | 13. Garde-Schützen-Division, (Oberst Wladimir Komarow)                                        |                                                             |
|                                                             | | | 95. Garde-Infanterie-Division, (Generalmajor Andrei Olejnikow)                                |                                                             |
|                                                             | | | 97. Garde-Schützen-Division, (Oberst Anton Garan)                                             |                                                             |
|                                                             | | 33. Garde-Schützenkorps (Generalleutnant Nikita Fedotowitsch Lebedenko)                                                              |                                                                                               |                                                             |
|                                                             | | | 9. Garde-Fallschirm-Infanterie-Division, (Oberst Jefim Golub)                                 |                                                             |
|                                                             | | | 14. Garde-Schützen-Division, (Oberst I. Taranjuk)                                             |                                                             |
|                                                             | | | 78. Garde-Schützen-Division, (Generalmajor A. Motow)                                          |                                                             |
|                                                             | | 34. Garde-Schützenkorps (Generalmajor Gleb Wladimirowitsch Baklanow)                                                                 |                                                                                               |                                                             |
|                                                             | | | 15. Garde-Schützen-Division, (Generalmajor Pjotr Tschirkow)                                   |                                                             |
|                                                             | | | 58. Garde-Schützen-Division, (Generalmajor Wladimir Rusakow)                                  |                                                             |
|                                                             | | | 118. Garde-Schützen-Division, (Generalmajor Michail Suchanow)                                 |                                                             |
|                                                             | 21. Armee (Generaloberst Dmitri N. Gussew, Chef des Stabes Generalleutnant Grigori Buchowjez)                                              | |                                                                                               |                                                             |
|                                                             | | 55. Schützenkorps (Generalleutnant Juri Wladimirowitsch Nowosjelski)                                                                 |                                                                                               |                                                             |
|                                                             | | | 225. Schützen-Division, (Oberst Pawel Muraschew)                                              |                                                             |
|                                                             | | | 229. Schützen-Division, (Oberst Alexander Pipyrjew)                                           |                                                             |
|                                                             | | | 285. Schützen-Division, (Oberst Nikolai Sucharjew)                                            |                                                             |
|                                                             | | 117. Schützenkorps (Generalmajor Wassili Alexejewitsch Trubatschew)                                                                  |                                                                                               |                                                             |
|                                                             | | | 72. Schützen-Division, (Generalmajor Ilja Jastrjebow)                                         |                                                             |
|                                                             | | | 120. Schützen-Division, (Generalmajor Iwan Goworow)                                           |                                                             |
|                                                             | | 118. Schützenkorps (Generalmajor Alexander Fedorowitsch Naumow)                                                                      |                                                                                               |                                                             |
|                                                             | | | 125. Schützen-Division, (Oberst Wassili Sinowjew)                                             |                                                             |
|                                                             | | | 128. Schützen-Division, (Oberst Jefraim Dolgow)                                               |                                                             |
|                                                             | | | 282. Schützen-Division, (Oberst Nikolai Lysenko)                                              |                                                             |
|                                                             | | | 291. Schützen-Division, (Generalmajor Wassili Sajotschkowski)                                 |                                                             |
|                                                             | 2. Luftarmee (Generaloberst der Luftstreitkräfte Stepan A. Krassowski, Chef des Stabes Generalmajor der Luftstreitkräfte Alexander Pronin) | |                                                                                               |                                                             |
|                                                             | | 1. Garde-Schlachtflieger-Korps (Generalleutnant der Luftstreitkräfte Wassili Rjasanow)                                               |                                                                                               |                                                             |
|                                                             | | | 8. Garde-Schlachtfliegerdivision, (Oberst Semjon Dontschenko)                                 |                                                             |
|                                                             | | | 9. Garde-Schlachtfliegerdivision, (Generalmajor der Luftstreitkräfte Filon Agalcow)           |                                                             |
|                                                             | | | 12. Garde-Schlachtfliegerdivision, (Generalmajor der Luftstreitkräfte Konstantin Barantschuk) |                                                             |
|                                                             | | 2. Garde-Schlachtflieger-Korps (Generalleutnant der Luftstreitkräfte Sidor Slusarjew)                                                |                                                                                               |                                                             |
|                                                             | | | 5. Garde-Schlachtfliegerdivision, (Oberst Leonid Kolomjejzew)                                 |                                                             |
|                                                             | | | 6. Garde-Schlachtfliegerdivision, (Generalmajor der Luftstreitkräfte Pawel Mironjenko)        |                                                             |
|                                                             | | | 11. Garde-Schlachtfliegerdivision, (Generalmajor der Luftstreitkräfte Alexander Osadtschi)    |                                                             |
|                                                             | | 3. Garde-Schlachtflieger-Korps (Generalleutnant der Luftstreitkräfte Michail Gorlatschenko)                                          |                                                                                               |                                                             |
|                                                             | | | 307. Garde-Schlachtfliegerdivision, (Oberst Alexander Koschemjakin)                           |                                                             |
|                                                             | | | 308. Garde-Schlachtfliegerdivision, (Oberst Leonid Tschumatschenko)                           |                                                             |
|                                                             | | | 181. Garde-Schlachtfliegerdivision, (Generalmajor der Luftstreitkräfte Alexander Djemjedow)   |                                                             |
|                                                             | | 2. Jagdflieger-Korps (Generalleutnant der Luftstreitkräfte Alexei Blagoweschtschenski)                                               |                                                                                               |                                                             |
|                                                             | | | 7. Garde-Jagdfliegerdivision, (Oberst Georgi Lobow)                                           |                                                             |
|                                                             | | | 322. Jagdfliegerdivision, (Oberst Alexander Semjonow)                                         |                                                             |
|                                                             | | 5. Jagdflieger-Korps (Oberst Michail Matschin)                                                                                       |                                                                                               |                                                             |
|                                                             | | | 8. Garde-Jagdfliegerdivision, (Oberst Viktor Dawidkow)                                        |                                                             |
|                                                             | | | 256. Garde-Jagdfliegerdivision, (Oberst Mitrofan Noga)                                        |                                                             |
|                                                             | | 6. Garde-Jagdflieger-Korps (Generalmajor der Luftstreitkräfte A. Utin)                                                               |                                                                                               |                                                             |
|                                                             | | | 9. Garde-Jagdfliegerdivision, (Oberst Alexander Pokryschkin)                                  |                                                             |
|                                                             | | | 22. Garde-Jagdfliegerdivision, (Oberst Leonid Gorjeglad)                                      |                                                             |
|                                                             | | | 23. Garde-Jagdfliegerdivision, (Oberst Pawel Krjukow)                                         |                                                             |
|                                                             | | 4. Bombenflieger-Korps (Generalmajor der Luftstreitkräfte Pjotr Archangelski)                                                        |                                                                                               |                                                             |
|                                                             | | | 202. Bombenfliegerdivision, (Oberst Wladimir Alexandrowitsch)                                 |                                                             |
|                                                             | | | 219. Bombenfliegerdivision, (Oberst Petr Anisimow)                                            |                                                             |
|                                                             | | 6. Garde-Bombenflieger-Korps (Generalmajor der Luftstreitkräfte Iwan Polbin – bis 11. Februar 1945, danach Oberst Dmitrij Nikischin) |                                                                                               |                                                             |
|                                                             | | | 1. Garde-Bombenfliegerdivision, (Oberst Fjodor Dobysch)                                       |                                                             |
|                                                             | | | 8. Garde-Bombenfliegerdivision, (Oberst Guri Gribakin)                                        |                                                             |
|                                                             | | | 208. Nacht-Bombenfliegerdivision, (Oberst Leonid Jusejew)                                     |                                                             |

| Heeresgruppe Mitte (Oberbefehlshaber Generaloberst Ferdinand Schörner, Chef des Stabes Generalleutnant Hans Krebs) | Heeresgruppe Mitte (Oberbefehlshaber Generaloberst Ferdinand Schörner, Chef des Stabes Generalleutnant Hans Krebs)                                                 | Heeresgruppe Mitte (Oberbefehlshaber Generaloberst Ferdinand Schörner, Chef des Stabes Generalleutnant Hans Krebs)                 | Heeresgruppe Mitte (Oberbefehlshaber Generaloberst Ferdinand Schörner, Chef des Stabes Generalleutnant Hans Krebs) | Heeresgruppe Mitte (Oberbefehlshaber Generaloberst Ferdinand Schörner, Chef des Stabes Generalleutnant Hans Krebs) |
| --- | --- | --- | --- | --- |
| | Luftflotte 6 (Oberbefehlshaber Generaloberst Robert Ritter von Greim)                                                                                              | | | |
| | Armeegruppe Heinrici (Oberbefehlshaber Generaloberst Gotthard Heinrici, Chef des Stabes Oberst i. G. Ivo-Thilo von Trotha, ab 15. Feb Oberst i. G. Ulrich Bürcker) | | | |
| | | XXXXIX. Gebirgs-Korps (General der Gebirgstruppe Karl von Le Suire)                                                                | | |
| | | | K.Gr. 545. Volksgrenadier-Division (Generalmajor Emmanuel von Kiliani)                                             | |
| | | | 3. Gebirgs-Division (Generalleutnant Paul Klatt)                                                                   | |
| | | | 4. Gebirgs-Division (Generalleutnant Friedrich Breith)                                                             | |
| | | | 320. Volksgrenadier-Division (Oberst Rolf Scherenberg)                                                             | |
| | | | K.Gr. 78. Volks-Sturm-Division (Generalmajor Wilhelm Nagel)                                                        | |
| | | LIX. Armee-Korps (Generalleutnant Ernst Sieler)                                                                                    | | |
| | | | 253. Infanterie-Division (Generalleutnant Carl Becker)                                                             | |
| | | | K.Gr. 359. Infanterie-Division (Generalleutnant Karl Arndt)                                                        | |
| | | | K.Gr. 68. Infanterie-Division (Generalleutnant Paul Scheuerpflug)                                                  | |
| | | | K.Gr. 75. Infanterie-Division (Generalmajor Karl Arning)                                                           | |
| | | XI. Armee-Korps (General der Infanterie Rudolf von Bünau)                                                                          | | |
| | | | Kgr. 1. Skijäger-Division (Generalleutnant Gustav Hundt)                                                           | |
| | | | Kgr. 97. Jäger-Division (Generalleutnant Friedrich-Carl Rabe von Pappenheim)                                       | |
| | | | Kgr. 371. Infanterie-Division (General der Infanterie Hermann Niehoff)                                             | |
| | 17. Armee (Oberbefehlshaber General der Infanterie Friedrich Schulz, Chef des Stabes Generalmajor Joachim Schwatlo-Gesterding)                                     | | | |
| | | | Stab 304. Infanterie-Division (Oberst Friedrich Krüger)                                                            | |
| | | | Kgr. 344. Infanterie-Division (Generalmajor Georg Koßmala)                                                         | |
| | | | Kgr. 168. Infanterie-Division (Generalmajor Maximilian Roßkopf)                                                    | |
| | | VIII. Armee-Korps (Oberbefehlshaber General der Artillerie Walter Hartmann, Chef des Stabes Oberst i. G. Hans-Adolf von Blumröder) | | |
| | | | K.Gr. 20. Waffen-Grenadier-Division der SS (estnische Nr. 1) (Brigadeführer Franz Augsberger)                      | |
| | | | 100. Jäger-Division (Generalleutnant Hans Kreppel)                                                                 | |
| | | | Kgr. 45. Volksgrenadier-Division (Generalmajor Richard Daniel)                                                     | |
| | | XVII. Armee-Korps (Oberbefehlshaber General der Pioniere Otto Tiemann, Chef des Stabes Oberst i. G. Eberhard von Schönfeldt)       | | |
| | | | Kgr. 20. Panzer-Division (i. Herauslösen) (Generalmajor Hermann von Oppeln-Bronikowski)                            | |
| | | | Kgr. 19. Panzer-Division (Generalleutnant Hans Källner)                                                            | |
| | | | 254. Infanterie-Division (Generalmajor Richard Schmidt)                                                            | |
| | | XXXXVIII. Panzerkorps (General der Panzertruppen Maximilian Reichsfreiherr von Edelsheim)                                          | | |
| | | | 208. Infanterie-Division (Generalleutnant Hans Piekenbrock)                                                        | |
| | | | Kgr. 269. Infanterie-Division (Generalleutnant Hans Wagner)                                                        | |
| | | Korpsgr. Breslau | | |
| | | | Division z. b. V. 609 (Generalleutnant Siegfried Ruff)                                                             | |
| | | | Fest. Kdt. Breslau (Generalmajor Hans von Ahlfen)                                                                  | |
| | | LVII. Panzer-Korps (General der Panzertruppen Friedrich Kirchner)                                                                  | | |
| | | | 8. Panzer-Division (Generalmajor Heinrich-Georg Hax)                                                               | |
| | | | 408. Infanterie-Division                                                                                           | |
| | | | Panzer-Brigade 103 (Oberst Mummert)                                                                                | |
| | 4. Panzerarmee (Oberbefehlshaber General der Panzertruppe Fritz-Hubert Gräser, Chef des Stabes Generalmajor Wilhelm Knüppel)                                       | | | |
| | | | Gr. General Friedrich                                                                                              | |
| | | | Kgr. 17. Panzer-Division (Generalmajor Theodor Kretschmer)                                                         | |
| | | | Kgr. 6. Volksgrenadier-Division nach Auffrischung im Zulauf (Generalleutnant Otto-Hermann Brücker)                 | |
| | | | 21. Panzer-Division in Neuzuführung (Generalmajor Werner Marcks)                                                   | |
| | | Panzerkorps „Großdeutschland“ (General der Panzertruppen Dietrich von Saucken)                                                     | | |
| | | | Panzer-Grenadier-Division „Brandenburg“ (Generalmajor Hermann Schulte-Heuthaus)                                    | |
| | | | Fallschirm-Panzer-Division 1 „Hermann Göring“ (Oberst Max Lemke)                                                   | |
| | | | 20. Panzer-Grenadier-Division (Generalmajor Georg Scholze)                                                         | |
| | | XXIV. Panzerkorps (General der Panzertruppen Walther Nehring)                                                                      | | |
| | | | Fest. Kdt Glogau (Oberst Jonas Graf zu Eulenburg)                                                                  | |
| | | | Kgr. 342. Infanterie-Division (Generalleutnant Heinrich Nickel)                                                    | |
| | | | Kgr. 72. Infanterie-Division (Generalleutnant Hermann Hohn)                                                        | |
| | | | Kgr. 16. Panzer-Division (Generalleutnant Dietrich von Müller)                                                     | |
| | | | Kgr. 25. Panzer-Division (Generalmajor Oskar Audörsch)                                                             | |

## Verlauf

Verlauf der Niederschlesischen Operation

Die gesamte Operation wird heute in zwei Phasen unterteilt. Den zeitlichen Trennpunkt bildet die Schlacht am Bober sowie die Änderung der ursprünglichen Operationsziele durch das sowjetische Oberkommando.
- 1. Phase (8. bis 15. Februar): Die sowjetischen Armeen greifen an und erreichen innerhalb einer Woche nur die Linie Bober-Queis.
- 2. Phase (16. bis 24. Februar): Die deutschen Einheiten kommen zum Gegenangriff entlang des Flusses Bober. Das sowjetische Oberkommando ändert die Operationsziele. Die Rote Armee dringt bis zur Lausitzer Neiße vor.

### Die Lageentwicklung zwischen dem 8. und 15. Februar
Der Angriff der sowjetischen Kräfte begann am 8. Februar um 6:30 Uhr Ortszeit nach einem verhältnismäßig kurzen, 50-minütigen Artilleriefeuer aus den vorbereiteten Brückenköpfen. Für einen längeren Beschuss waren nicht genügend Munitionsvorräte vorhanden. Die ungenügende Aufklärung der deutschen Positionen und Stellungen führte zu einer geringen Wirkung. Wegen des schlechten Wetters war auch die sowjetische Luftunterstützung sehr begrenzt. Die deutschen Einheiten leisteten von Anfang an hartnäckigen Widerstand. In den letzten Tagen vor dem Angriff hatte Tauwetter eingesetzt, obwohl noch zwei Wochen zuvor Temperaturen von bis zu −20 °C geherrscht hatten. Der Wechsel zwischen Frost und Erwärmung bis zu +8 °C begleitete die kommenden Auseinandersetzungen. Durch den aufgeweichten Boden konnten die angreifenden Panzer im Gelände nur langsam vorwärtskommen.
Aus dem Raum Steinau wurde der Angriff halbsternförmig in westlicher Richtung vorgetragen. Bis zum späten Nachmittag konnten die Stellungen noch vom deutschen XXIV. Panzerkorps und dem Panzerkorps „Großdeutschland“ auf der West-Hauptstoßlinie aus dem Brückenkopf Steinau gehalten werden, die aber wachsender Übermacht nachgaben. Der Durchbruch im Norden gelang den Sowjets über das Dorf Raudten. Südlich von Lüben hielt die 408. Division des LVII. Panzerkorps trotz der starken Angriffskräfte weiterhin ihren Abschnitt. Allein bei Brauchitschdorf wurden an diesem Tag 18 sowjetische Panzer von einem Pionierbataillon niedergekämpft, was aber nicht verhinderte, dass dieser Straßenabschnitt verlorenging. Die heftigen Abwehrkämpfe auf dem Boden wurden unterstützt vom Schlachtgeschwader 2 „Immelmann“. Laut dem Lagebericht der Heeresgruppe Mitte erzielte die Gruppe Rudel an diesem Tag 80 Panzerabschüsse. Der Kommandeur Hans-Ulrich Rudel wurde bei einer Notlandung schwer verletzt.
Die Angriffe der sowjetischen 4. Panzerarmee aus dem Brückenkopf Steinau waren taktisch darauf ausgerichtet, die Wälder des Primkenauer Forstes (nordwestlich von Lüben) mit dem 6. Garde-Mechanisierten Korps über die nördliche Flanke und mit dem 10. Garde-Panzerkorps südlich zu umgehen. Nachdem die deutschen Linien durchbrochen waren, stellte sich heraus, dass die deutschen Divisionen „Brandenburg“, „Hermann Göring“ und die 20. Panzer-Division in Gefahr standen, in eine Kesselschlacht zu geraten.
Die Panzerverbände der Hauptgruppierung der Roten Armee drangen in den ersten beiden Tagen aus dem Brückenkopf Steinau in einer Tiefe von 30 bis 60 Kilometer vor, die Infanterie bis zu 15 Kilometer auf einer Breite von 80 Kilometern. Trotz der Geländegewinne wurde aber die Boberlinie nicht wie geplant erreicht und der Vormarsch nicht erweitert. Den langen Schwenk des sowjetischen 10. Garde-Panzerkorps um den Primkenauer Forst nutzten die dort befindlichen deutschen Einheiten sofort aus, um sich nach Westen in Richtung Sprottau gegen die sowjetischen Panzersperren der 63. Garde-Panzerbrigade (10. Garde-Pz.K.) auf die bekannte Weise des „Wandernden Kessels“ kämpfend abzusetzen.
Die sowjetischen Panzerspitzen verfolgten die Strategie, bei stärkerem Widerstand die Städte zu umgehen und deren Eroberung den nachrückenden Infanterie-Einheiten zu überlassen. In der Nacht zum 9. Februar rollte das sowjetische 7. Garde-Panzerkorps der 3. Garde-Panzerarmee weiter in Richtung Haynau. Die zwischen Lüben und Liegnitz liegenden deutschen Einheiten der 408. Division und der Panzerbrigade 103 („Mummert“) vom LVII. Panzerkorps wurden von Lüben abgeschnitten und verloren den Kontakt zu den nördlich stehenden Nachbardivisionen. Aus dem Raum um das Dorf Kaltwasser sollten diese Kräfte aber nach Anordnung von Generaloberst Schörner noch am 9. Februar einen riskanten Gegenstoß in Richtung der bereits verlorenen Stadt Lüben führen, um die schnellen Kräfte des Gegners von den Hauptkräften abzuschneiden. Dieses von vornherein fehlgeleitete Unternehmen scheiterte kläglich. Die zerstückelten deutschen Kolonnen der Infanterie, die Panzer und vor allem die Nachschubkolonnen wurden in den Wäldern zwischen Haynau und Kaltwasser zum großen Teil vom sowjetischen 7. Garde-Panzerkorps und der nachkommenden Infanterie der 52. Armee zerschlagen. Die Reste der deutschen Einheiten setzten sich nach Süden in Richtung Goldberg ab. Der Weg nach Bunzlau war aber somit für das sowjetische 7. Garde-Panzerkorps frei. Inzwischen nutzte nördlich davon die 52. Garde-Panzerbrigade (6. Garde-Panzerkorps / 3. Panzerarmee) die Gelegenheit zum schnellen Vorstoß in Richtung Westen. Die Städte Kotzenau und Haynau wurden nach Straßenkämpfen am 10. Februar vom sowjetischen 78. Schützenkorps und 9. Mechanisierten Korps besetzt.
Im südlichen Frontabschnitt im Raum südlich von Cosel kam es auch nach zwei Tagen zu keinem Durchbruch durch die deutsche Front. Hierzu erwiesen sich die deutsche 17. Armee und Armeegruppe Heinrici als zu standhaft und die Linie Rybnik-Ratibor konnte von ihnen gehalten werden. Die erfolgten zwei Angriffe wurden von der 8. und der schnell herangeschafften 20. Panzer-Division zurückgeschlagen. Im Raum um Brieg, also im Kampfgebiet der sowjetischen 21. Armee, gab es auch keine Veränderungen im Frontverlauf. Die Angriffe der 5. Garde-Armee mit der 20., 21. und 22. Garde-Panzerbrigade wurden von der 20. Waffen-Grenadier-Division der SS und der 20. Panzer-Division östlich der Reichsautobahn abgefangen. Die Truppen der 1. Ukrainischen Front konnten die 4. Ukrainische Front an der Nahtstelle nicht weiter unterstützen, da sie selbst nicht weiter vorankamen. Die 59. und 60. Armee stellten anschließend am 9. Februar ihre offensiven Tätigkeiten weitgehend ein und bezogen selbst Abwehrstellungen. Das Mährisch-Ostrauer Industriegebiet konnte dadurch bis Ende April 1945 von der Wehrmacht gehalten werden.
Die Einbrüche in die deutschen Linien in den ersten Tagen der Offensive zeichneten die sowjetischen Stoßrichtungen vor: Haynau–Bunzlau–Naumburg am Queis auf Görlitz und Goldberg–Löwenberg auf Lauban. Nördlich der Waldungen zeichnete sich die Linie über Primkenau–Sprottau–Sagan–Sorau auf Forst–Sommerfeld ab. Die deutschen Verbände zogen sich hier hinter den Bober zurück. Dagegen erreichten die sowjetischen Angreifer keine großen Erfolge an den Flügeln des zentralen Vorstoßes. Im südlichen Abschnitt zögerte die 6. Armee immer noch auf dem Marsch in Richtung „Festung“ Liegnitz, wo die umkreiste Panzerbrigade 103 den Zugang zu der Stadt vom Norden her und die Reste der 17. Infanterie-Division („Kampfgruppe Sachsenheimer“) den westlich der Stadt blockierte. Auf der sowjetischen Seite kam dem 22. Schützenkorps (6. Armee) am 9. Februar dem 9. Mechanisierten Korps (3. Garde-Panzerarmee) vom Nordwesten her zu Hilfe und das 78. Schützenkorps (52. Armee) bewegte sich auf die Stadt zu. Die Reste der deutschen 408. Division mussten aus Liegnitz in westlicher Richtung ausweichen. An diesem Tag wurde Liegnitz ohne große Beschädigungen eingenommen. Die sowjetischen motorisierten Einheiten stießen dann entlang der Autobahn in südöstlicher Richtung weiter vor, um die Verbindung zur 5. Garde-Armee herzustellen. Die Kampfgruppe Sachsenheimer wurde dabei nach Süden und in Richtung Goldberg abgedrängt.
Im nördlichen Abschnitt des sowjetischen Durchbruchs stieß die 3. Garde-Armee (unter General Gordow) auf starke Abwehrstellungen im Raum Glogau. Die Stadt wurde zur Festung erklärt, was in den sowjetischen Eroberungsplänen so nicht berücksichtigt worden war. Marschall Konew beorderte daher die 4. Panzerarmee und zusätzlich das 25. Panzerkorps zur Unterstützung in dieses Gebiet.
Durchweg wurde im Mittelabschnitt am 10. Februar im Nord-Süd-Verlauf die Linie Primkenau-Haynau von der Roten Armee (3. Garde-Panzer- und 52. Armee) erreicht. Am gleichen Tag wurde über Breslau der Kommandant des sowjetischen 6. Bomber-Korps Generalmajor Iwan Polbin durch Flak im Einsatz abgeschossen.
Das deutsche XXIV. Panzerkorps unter General Walther Nehring und das Panzerkorps „Großdeutschland“ unter Dietrich von Saucken im Norden wichen dem Gegner kämpfend nach Nordwesten aus, während im Süden das LVII. Panzerkorps von mehreren sowjetischen Panzerspitzen aufgespalten worden war. Der massive Schlag des Panzerkorps „Großdeutschland“ zwischen den Dörfern Weißig und Wolfersdorf am Rande des Primkenauer Forstes gegen die Panzersperren des sowjetischen 10. Garde-Panzerkorps ermöglichte es den restlichen Truppen, sich in den undurchsichtigen Wald abzusetzen und dem Gegner zu entkommen. Noch weiter nördlicher davon erhielt das XXIV. Panzerkorps (16. Panzer-Division, 72., 88. und 342. Infanterie-Division) am 10. Februar den Befehl, weiter in nordwestlicher Richtung auf Freystadt-Naumburg am Bober zurückzuweichen und den sowjetischen Einheiten am Fluss Bober zuvorzukommen. Diese Gelegenheit nutzte das sowjetische 25. selbständige Panzerkorps, um den Ring um Glogau am 12. Februar zu schließen. Es folgten die andauernden Angriffe der drei sowjetischen Infanteriedivisionen mit Hilfe von Artillerieeinheiten vom Süden her gegen die Stadt, da das Panzerkorps weiter westlich gezogen worden war. Die Belagerung der „Festung“ hatte nun begonnen.
Die schnellen gepanzerten sowjetischen Kräfte der 17. Garde-Mechanisierten Brigade (6. Garde-Mechanisiertes Korps) unter Oberst Leonid Tschurilow drangen am 11. Februar von Primkenau aus in nordwestlicher Richtung vor, umgingen die Stadt Sprottau weit ausholend und überschritten nach 35 Kilometern südlich von Naumburg den Bober über einen Wasserwerkdamm bei Gladisgorpe. Sofort wurde von der Einheit ein Brückenkopf gebildet. Nun war die sowjetische 4. Panzerarmee unter General Leljuschenko die führende Armee der gesamten Front beim Rennen nach Westen. Die Einheiten der 3. Garde-Panzerarmee des Konkurrenten General Pawel S. Rybalko standen zwar am selben Tag am Bober, aber durch den Flussverlauf ca. 20–30 Kilometer weiter östlich. Die offenen Flanken der führenden Panzerarmee führten aber zu einer risikoreichen Lage.
Am 12. Februar nahmen Teile des Panzerkorps „Großdeutschland“ nach dem Verlassen des Primkenauer Forstes Stellungen östlich von Sprottau ein. Die Division „Brandenburg“ bildete einen Brückenkopf in Ober Leschen und die Division „Hermann Göring“ richtete sich in einem Dreieck zwischen Sprotte und Bober um den dortigen Flugplatz ein. Die Verbindung zu dem nördlich der Sprotte zurückgehenden XXIV. Panzerkorps wurde dadurch wieder hergestellt und der Versuch unternommen, eine Verteidigungslinie schon östlich des Bober aufzubauen. Auch zwei Panzerzüge wurden dabei eingesetzt. Die deutschen Gruppierungen unter General Nehring eilten zwar dem sowjetischen 6. Garde-Mechanisierten Korps nach, wurden aber dabei selbst von nachrückenden Einheiten des sowjetischen 10. Garde-Panzerkorps verfolgt. Das Nachsetzen des sowjetischen Korps kostete es nahezu seine 61. Panzerbrigade, als die Kampfgruppen der 25. Panzer-Division über den schmalen Fluss den Gegner beschossen.
Die Stellungen vor Sprottau wurden am 12. Februar aufgegeben, als das sowjetische 102. Schützenkorps (13. Armee) wiederum das nach Süden ausgerichtete XXIV. Panzerkorps östlich umging und die rückwärtigen Stellungen bedrohte. Das Panzerkorps „Großdeutschland“ zog sich dann am 13. Februar unterhalb Sagan zurück. Das XXIV. Panzerkorps von General Nehring hatte den längeren Weg über Neustädel-Freiburg befohlen bekommen und musste dazu den Marschweg nach Naumburg am Bober/Christianstadt freikämpfen. Die zwei benachbarten kleinen Städte am Bober spielten auch später noch eine wichtige Rolle bei der gesamten Operation. Das von Neusalz nachkommende XXXX. Panzerkorps erreichte den Doppelort erst am 13. Februar und zog weiter in nordwestlicher Richtung.
Die Schützen des sowjetischen 48. Schützenkorps (52. Armee) überquerten am 10. Februar den Fluss Bober zwischen Ober Leschen und Bunzlau und drangen in den nächsten Tagen sogar mit Stoßtruppen weiter westlich durch das schwierige Waldgelände bis zum Queis vor. Dennoch konnten die Panzereinheiten des Generals Rybalko nicht über den Bober übergesetzt werden, da das geschickte Öffnen der Bober-Schleusen im oberen Flusslauf durch deutsche Pioniere mehrmals zur Zerstörung der sowjetischen schweren Pontonbrücken und damit zur mehrtägigen Verzögerung des Vorstoßes führte.
Obwohl die deutschen Einheiten durch das schnelle Rückzugstempo stark zersplittert wurden, bestand die Absicht, die Abwehrstellung an der Boberübergängen zu halten. Weiterhin hatten die deutschen Einheiten vom „Festungsabschnitt Niederschlesien“ unter General Adolf Bordihn den Abschnitt Sagan-Bunzlau in ihren Händen – am 12. Februar kam zur Verstärkung des Panzerkorps „Großdeutschland“ noch die 21. Panzer-Division aus dem Raum Küstrin. Der große Wald zwischen den zwei Städten wurde zum Fluchtraum für mehrere deutsche Kampfgruppen.
Die zusammen mit Volkssturmeinheiten neu formierte 6. Volksgrenadier-Division wich bogenförmig von Haynau bis nach Bunzlau zurück, immer wieder in die Rückzugskämpfe gegen die nachkommende 53. Garde-Panzerbrigade verwickelt. In der Kreisstadt wurde die Truppe durch die Jagdpanzerabteilung 1183 mit einigen neuen „Hetzer“-Panzern verstärkt. Die mangelnde Koordination mit den Nachbareinheiten (im benachbarten Dorf stand eine intakte Heimat-Flak-Abteilung, ohne in den Kampf einzugreifen) sowie das unerwartete Verlassen der Stellungen nördlich von Bunzlau durch ein Polizei-Bataillon führte dazu, dass die Volksgrenadiere auf verlorenem Posten kämpften. Der sowjetische Durchbruch kam am 12. Februar und führte zur Besetzung der Stadt. Abends wurde dieser Sieg in Moskau mit einer neuen Tradition begrüßt – einem 20-fachen Salutschuss aus 224 Kanonen.
Südlich von Bunzlau setzte am 12. Februar das gesamte 6. Panzerkorps der Roten Armee über den Bober, obwohl die deutsche Luftwaffe ständige Angriffe mit Schlachtfliegern flog. Das Korps bekam nun den Befehl von Konew, die Stadt Görlitz einzunehmen. Nach der Einnahme von Bunzlau schien der Weg für die Eroberer nun frei. Der sowjetische Marschall musste aber die Hauptkräfte der 3. Garde-Panzerarmee – das 7. Garde-Panzerkorps und das 9. Mechanisierte Korps – zurückrufen und bei der Offensive südlich von Breslau einsetzen. Dort war gerade von drei Kampfgruppen der Wehrmacht ein erfolgreicher Stoß (von kurzer Dauer) gegen den Einschließungsring der Festung durchgeführt worden. Der Rückruf von Konews besten Kräften in Richtung Osten, unterbrach den Vorstoß nach Görlitz für mehrere Tage. Die im Richtung Lauban vorgehende sowjetische 53. Garde-Panzerbrigade drang zwar am Abend des 13. Februar bis nach Naumburg am Queis vor, wurde aber dort in zweitägige Kämpfe gegen die 6. Volksgrenadier-Division verwickelt. Die Flussüberquerung wurde wieder nach dem gleichen Muster verhindert – durch rechtzeitiges Öffnen der Schleusen im oberen Verlauf.
Die nun vom Westen her angreifenden Teile der sowjetischen 3. Panzerarmee konnten am 13. Februar bis Goldberg und Striegau vordringen. An diesem Tag wurde das nahegelegene KZ Groß-Rosen von der 91. Panzerbrigade (9. Mechanisiertes Korps) befreit. Eine eintägige Verbindung zur Festung Breslau konnte noch am 14. Februar von der deutschen 19. Panzer-Division geöffnet werden. Die von Westen herangekommenen sowjetischen Panzerverbände der 3. Panzerarmee unterstützten aber die bereits von Osten erfolgten Angriffe der 6. Armee (General Glusdowski). Am nächsten Tag, dem 15. Februar, war dann der Ring um die Landeshauptstadt geschlossen, wobei die Schlacht um Breslau noch weiter bis zum 6. Mai andauerte.
Im nordwestlichen Teil von Niederschlesien hatten die deutschen Einheiten das Gebiet zwischen der Oder und dem Bober mehr oder weniger kampflos verlassen müssen, da die Rote Armee bereits auf Sagan vorrückte und eine Umkreisung drohte. Aus den Brückenköpfen am unteren Bober konnten die sowjetischen Einheiten nur über eine schmale, einige Kilometer breite Landbrücke in Richtung Lausitzer Neiße vordringen. Bis Crossen war das linke Boberufer noch nicht vollständig von den Rotarmisten besetzt. Die versprengten Gruppen der Division 463 fanden bei Grünberg wieder Anschluss an deutsche Verbände, nachdem sie vor einem Einfall sowjetischer Truppen bei von Odereck zurückweichen mussten. Die Stadt Grünberg konnte aber mit ihren schwachen Kräften, verstärkt durch Volkssturm-Einheiten, nicht gehalten werden und wurde am 14. Februar von Truppen des sowjetischen 25. Panzerkorps und der 3. Garde-Armee besetzt. Am Abend feierte man in Moskau die Siege des Tages mit einem 20-fachen Salutschuss aus 224 Kanonen.
Obwohl die Rotarmisten bereits mehrere Brückenköpfe auf dem linken Bober-Ufer erkämpft hatten, gab es beim OKW immer noch den Ansatz, entlang der beiden Flüsse Bober und Queis die HKL wiederherzustellen. Die Chancen dazu waren Mitte Februar groß. Südlich von Sagan standen am westlichen Bober-Ufer die Panzerkorps XXIV. und Großdeutschland. Das sowjetische 10. Garde-Panzerkorps (Oberst Nil Tschuprow) setzte am 12. Februar etwas nördlich der Stadt Sagan bei dem Wasserkraftwerk in Greisitz über den Bober, musste aber warten, bis das 6. Mechanisierte Korps eigene Stellungen um Naumburg am Bober ausgebaut hatte. Dort wurde die Abwehr von Teilen der deutschen Brigade z. b. V. 100 unter Oberst Lothar Berger und der Polizeibrigade Wirth geführt.

#### Die Schlacht am Bober

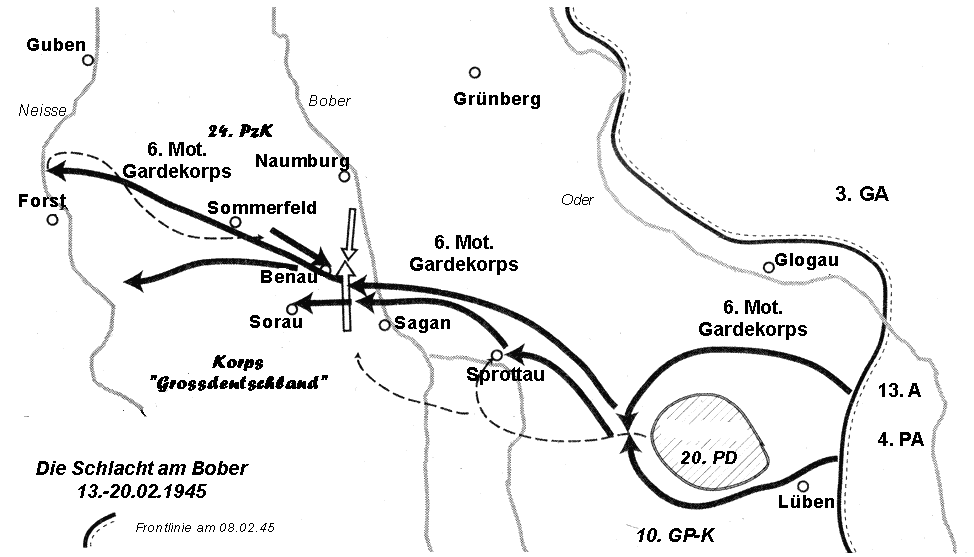
Schlacht am Bober (13.–20. Februar 1945)

Die Schlacht zwischen den vorrückenden sowjetischen und den nachkommenden deutschen Einheiten fand im unteren Verlauf der Flüsse Bober und Neiße in den Tagen vom 13. Februar bis 20. Februar 1945 statt. Diese Definition findet man meist in der polnischen militärischen Literatur.

Bei einem koordinierten Gegenangriff hatten die deutschen Truppen kurzzeitig die HKL von Naumburg/Christianstadt am Bober entlang bis Sagan wiederherstellen können und die Verbindung der sowjetischen Hauptkräfte zu den Einheiten westlich vom Bober verhindert.
Der detaillierte Verlauf der Kämpfe und die teilnehmenden deutschen Truppen sind aufgrund der Vermischung von improvisierten und zusammengestellten Einheiten heute schwer nachvollziehbar. Auch die kämpfenden Einheiten wurden in diesen Tagen per Befehl umbenannt oder neu unterstellt: am 15. Februar die Polizeibrigade Wirth in 35. SS-Polizei-Grenadier-Division und am 14. Februar die „Brigade Dirlewanger“ in 36. Waffen-Grenadier-Division der SS. Viele Gefechte wurden nachts durchgeführt und hatten Ablenkungscharakter für die operativen Aktionen. Die sowjetischen und deutschen Truppen waren oft ineinander vermischt. Da die deutschen Kommandanten auf Regiments- oder Bataillonsebene befehlsmäßig frei handelten, sind auch die Unternehmen wenig dokumentiert. Das Kampfgebiet befand sich überwiegend in den Kiefer-Waldgebieten, die Tarnung aber auch die Möglichkeit für Überraschungsangriffe für beide Seiten boten. Die Panzereinheiten konnten nur auf den befestigten Wegen rollen, da der Boden abgetaut war. Die Luftkräfte der beiden Seiten hatten ihre Einsätze verstärkt. Die deutsche Luftwaffe flog in diesem Zeitraum bis zu 700 Einsätze täglich, da nun festgelegt war, „dass der Schwerpunkt im Osten liegt; dementsprechend erfolgt[e] die Benzinzuteilung“. Der Nachfolger von Hans-Ulrich Rudel als Kommandant des SG 2 Immelmann, Friedrich Lang, wurde hier bei einem Einsatz ebenfalls verwundet.
Am 13. Februar morgens führten die beiden sowjetischen Durchbruchseinheiten der 4. Pz. Armee (10. Pz.K. und 6. Gde.-Mech.K) aus ihren Stellungen bei Naumburg/Christianstadt den Angriff durch. Als die Polizeibrigade Wirth ihre Stellungen Richtung Sommerfeld unerwartet verlassen hatte, brach das sowjetische 6. Mech.K. aus dem Brückenkopf aus. Über das Dorf Benau, einen lokalen Bahnknotenpunkt, gingen die Rotarmisten entlang der Bahnlinie in Richtung Neiße vor und standen nachts bei Sommerfeld. Etwas südlich verlief parallel der Angriff des 10. Pz.Korps auf Sorau zu. Dort wurde bereits am Abend des 13. Februar ein Einbruch in den Garnisons- und Eisenbahnknotenpunkt vom Norden her erzielt. Da sich in dem Raum noch ca. 3500 Waggons Kohle befanden, wurde die Wichtigkeit der Verteidigung vom OKW im Lagebuch vom 13. Februar 1945 unterstrichen.
Nachdem die sowjetische 4. Pz.Armee den Bober überquert hatte, hatte nun auch das von Neusalz nachfolgende deutsche XXIV Pz.Korps den Fluss in Naumburg/Christianstadt überschritten, am 13. Februar abends die Stellungen um die kleine Stadt eingenommen und die HKL wiederhergestellt. Die Stadt Sagan wurde weiterhin von den Einheiten des Volkssturms (Leutnant Archer) gegen vom Norden her durch sowjetische Truppen der 117 Inf.Div. (Gen. E. Koberidse) vorgetragene Angriffe gehalten.
In den Morgenstunden des 14. Februars 1945 rückte das sowjetische 6. Mech.K. unter Oberst Wasyl Orlow in die Stadt Sommerfeld ein. Die Truppen gingen im Raum zwischen Forst und Guben vor. Auf dem linken Flügel der 4. Pz. A blieb die 61. Pz.Brig. in Sorau und ein kleiner Stoßtrupp zog in Richtung Neiße los. Südlich und in der Stadt operierten noch die Einheiten der K.Gr. „GD“ und Straßenkämpfe begannen. An diesem Tag nahmen die heftigen Kämpfe am Bober weiter zu. Die Truppen der sowjetischen 13. Armee wurden gleichzeitig von der Luftwaffe und vom XXIV Pz.K. an der Flussüberquerung gehindert. Dem sowjetischen 102. Inf. Korps gelang aber der Übergang über den Bober bis an die Bahnlinie Benau–Sorau (abgeriegelt durch Volkssturmbataillon 331 Sagan-Land und einen Panzerzug). Die sowjetische 121. Inf Div brach aus Benau aus, um sich den schnellen mechanisierten Kräften westlich Sommerfeld anzuschließen, setzte sich aber bei den Kämpfen um die Kleinstadt Gassen fest. Es kam zu einer Situation, die typisch für die Kämpfe dieser Tage war: die sowjetischen Panzerspitzen hatten zwar die Verteidigungslinie durchbrochen und waren weiter bis zu 45 km westlich vorgerückt, allerdings ohne auf die nachrückende Infanterie zu achten. Zwar überrollten sie die deutschen Einheiten, andererseits war die Verbindung zu den eigenen Hauptkräften gerissen und sie saßen in dem Waldgelände fest. Die Angriffe der deutschen Schlachtflieger im Vorfeld zur Neiße, sowie starke Abwehr im Raum Forst–Triebel–Teuplitz, erlaubte keine schnelle Überquerung des Flusses durch die Sturmeinheiten der sowjetischen 4. Pz. Armee und des 10. Pz.Korps. Schließlich nahmen beide Gruppierungen Verteidigungsstellungen ein.
Die deutsche 4. Panzerarmee unter General Fritz-Hubert Gräser fasste noch am 14. Februar den Plan, mit Hilfe des zwischen Neiße und Bober stehenden XXXX. Pz.Korps (25. Pz.Div) zusammen mit XXIV. Pz.K. (mit den Kampfgruppen 16. Pz.Div., 72, 88 und 342. Inf.Div.) vom Norden und mit den K.Gr. „GD“ und 20. Pz.Div. vom Süden her und entlang des westlichen Bober-Ufers, die sowjetischen Durchbruchskräfte restlos abzuschneiden und den Bober-Brückenkopf zu beseitigen. Die Truppen in der Stärke von zwei Regimenten mit 35 Panzer- und Sturmgeschützen führten den Gegenangriff auf Benau, wo der Stab der sowjetischen 4. Pz. Armee (Generaloberst Dmitri Leljuschenko) saß und nur von Teilen des sowjetischen 102. Inf. Korps (207 Reg.) gehalten wurde. Südlich verlaufende Gegenangriffe mit Hilfe von Resten der deutschen K.Gr. „GD“ und 20. Panzer-Grenadier-Division (unter Major Schrapkowski) über die Straße Sorau–Sagan in Richtung Benau hatten ebenfalls Erfolg. Obwohl die beiden deutschen Stoßtruppen bis auf eine 3 km breite Lücke nicht zusammenkamen, wurden die sowjetischen Einheiten westlich vom Bober abgeriegelt. Am Abend wurden die sowjetischen Truppen um Benau durch die 17. Garde-Mech.Brig und 93. Pz.Brig. aus den rückwärtigen Reserven verstärkt. Die Kämpfe dauerten dann über die Nacht an, ein Teil des Dorfes kam wieder in deutsche Hände. Ungeachtet dessen hatte die vor der Neiße stehende sowjetische 49. Mech.Brig in der Nacht zum 15. Februar bei Groß Gastrose (in der Nähe der Mühlenwerke) den Fluss überschritten und einen kleinen Brückenkopf gebildet.
Am 15. Februar morgens wurden die deutschen Gegenangriffe auf die Stadt Sorau aus drei Richtungen durchgeführt. Vom Norden stieß laut sowjetischen Quellen die SS-Polizeibrigade Wirth vor. Vom Südosten kam die K.Gr. „Zimmermann“  (die Reste der „GD“) unterstützt von Panzerwagen sowie die KGr. unter Major Michael (aus der Resten der 16. PD – I./Pz.Gr.Regt. 64) vom Süden her. Die Straßenkämpfe gegen die in Sorau verbliebene sowjetische 62 Pz.Brig. und das 726 Inf.Reg. (121. Inf.Div.) nahmen an Härte zu. Die Bedingungen der improvisierten Kämpfe in Raum Sorau beschrieb Wolfgang Werthen in der „Geschichte der 16. Panzer-Division“:

„[…] Die Lage war völlig ungeklärt, die Kommandantur in Sorau hilflos. […] Als Sorau von Russen angegriffen wurde, übernahm er [Mjr. Michael] die Führung mehrerer Volkssturmbataillone. Sie bestanden vorwiegend aus alten Weltkriegsteilnehmern, die nur mit veralteten Gewehren ausgerüstet waren. […] Dennoch gelang es den Russen, den Bahnhof von Sorau zu erobern. Ein deutscher Stoßtrupp jedoch verjagte den sich zäh verteidigenden Gegner wieder und eroberte einen eigenen Waffentransport zurück. Der Volkssturm konnte mit neuen Karabinern und einigen MG ausgerüstet werden.

Rücksichtslos vereinnahmte Major Michael alle im Raume Sorau aufkreuzenden Einheiten. […] Sie setzte[n] dem Russen in harten Häuserkämpfen einen zähen Widerstand entgegen. […] Im Raume Hansdorf südlich Sorau, stießen Nachersatz, fliegendes Personal der Luftwaffe, Marineartilleristen und Offiziere der Kraftfahrtruppe zur Kampfgruppe. Auf einer Eisenbahnstrecke entdeckten die Männer neue Sturmgeschütze mit noch nicht justierten Rohren; an der Straße Sagan-Sorau fanden sich Nachrichtengeräte, Kraftfahrzeuge und Ersatzteile. Die notdürftig ausgerüstete und zusammengefügte Kampfgruppe trat am 18.II. [Februar] zusammen mit einer Fallschirmjägereinheit [‚HG‘] und einer ‚Hetzer‘-Abteilung […] an der Straße Sorau–Sagan zum Angriff an.“

Auch der Gegenangriff gegen Benau wurde am 15. Februar zusätzlich mit Hilfe der nördlich von Sommerfeld stehenden deutschen 25. Panzer-Division und der aus Guben angerückten „Brigade Dirlewanger“ fortgesetzt. Die Einheiten stießen an diesem Tag gegen das Dorf vor und besetzten es vollständig. Das SS-Sturmregiment 2 der „Dirlewanger“ eroberte gleichzeitig Sommerfeld am 16. Februar zurück. Somit wurden die sowjetischen Kräfte in Sorau (61. Pz.Brig. und 726 Inf.Reg.), Gassen (Teile von 121. Inf.Div) eingekesselt; westlich Sommerfeld das 49. Mech.Brig. mit dem Flakregiment 2003 und westlich Sorau die Teile der 62. Pz.Brig. von den Hauptkräften abgeschnitten. Die Stadt Sagan konnte von der deutschen Garnison noch an dem Tag behauptet werden. Die deutschen Truppen sicherten das Dorf Benau gegen die angreifenden Sowjets ab und sind stießen weiter südlich in das benachbarte Dorf Reinswalde (Złotnik) vor, wo es vom sowjetischen 207 Flak-Reg. zäh verteidigt wurde. Weil die Boberübergänge für die sowjetischen 93., 63. Pz.Brig, 17. Garde-Mech.Brig, 68. Flak-Div. und 22. Selbstfahr-Art.Brig. (beide Kommandanten Oberst Aleksandr Koslow und Wassili Prichodko fielen bei den Kämpfen) weiterhin abgeriegelt waren, erkannte nun auch Marschall Konew die bedrohliche Lage. Um den Brückenkopf zu halten, griff der sowjetische Marschall am 16. Februar 1945 morgens auf die Reserven zu und rief gleichzeitig das an der Neiße stehende 6. Gde.-Mech.K. partiell zurück. Die sowjetischen 28. Gde.-Pz.Sturm-Reg., je ein Regiment der 112 Inf.Div und 49. Mech.Brig. sollten über den Raum Sommerfeld, die 61. Pz.Brig. über Raum Sorau vom Westen und gleichzeitig die 93. Pz.Brig. mit 280 Inf.Div den Abschnitt Benau–Reinswalde vom Osten her erobern. Die sowjetische 121. Inf.Div vom Westen her und die 6. Gde-Inf.Div (27. Korps) stießen gegen den Sorauer Belagerungsring vor und besetzten die Stadt erneut. In und um die Stadt (Produktionsstätte von Focke-Wulff) wurden ca. 200 Flugzeuge erobert.
Die kritische Lage der sowjetischen Truppen entlang des Bobers verschärfte sich weiter am 17. Februar. Die Verbände des 6. Gde.-Mech.K. wurden von Sommerfeld aus angegriffen und kamen nicht weiter. Die sowjetischen Attacken von Osten her auf Benau und Reinswalde konnten von den deutschen Truppen der KGr „Dirlewanger“ und der 25. PD abgefangen werden. Des Weiteren wurden die sowjetischen Soldaten des 27. Inf.K und 61 Pz.Brig. nördlich von Sorau bei Wellersdorf von der deutschen KGr „GD“ angegriffen. Der Kommandant der 4. Pz.A Gen. Leljuschenko bat abends sogar die Front-Kommandos, alle seine an der Neiße stehenden Kräfte zurückzurufen, bekam aber von Konew keine Billigung, da der Marschall gerade neue Angriffspläne erstellt hatte. Die schweren und auf beiden Seiten verlustreichen Kämpfe am Bober dauerten auch am 18. Februar weiter an, und es kam zur Wende. Die vor Sorau kämpfende sowjetische 61. Pz.Brig. und die Teile des von der Neiße kommenden 6. Gde.-Mech.K. hatten sich nun vereinigt und gemeinsam am Abend den westlichen Rand von Benau erreicht. Ebenfalls am 18. Februar 1945 überschritt das sowjetische 25.Pz.Korps den Bober nördlich von Christianstadt. Dort drückten sie auf dem rechten Flügel des XXXX Pz.K. gegen die Brigade z.b.V. 100 und gemischte Einheiten der Infanterie-Division Matterstock, die sich wiederum entlang der Straße nach Guben zurückzogen. Die Stadt Crossen ging an die sowjetische 25.Pz.K. und 21. K verloren.
Dies führte zu einer drohenden Umkreisung des XXIV. Pz.K. im Raum Sommerfeld-Naumburg vom Norden her. Auch südlich von Sagan kam es zu sowjetischen Durchbrüchen bis an die Halbau und zur drohenden Umkreisung von K.Gr. „GD“.
Am 19. Februar nachmittags, unterstützt durch Bomber und die 22. Selbstfahr-Art.Brig. eroberten die Rotarmisten das Dorf Benau. Damit hatte sich die Lage der deutschen Truppen erheblich verschlechtert. Die dauerhafte Vereinigung beim Stoß von Norden und Süden entlang des Bobers wurde damit vereitelt. Daraufhin erteilte der Kommandant der 4. Armee (AOK 4) General Fritz Gräser am 19. Februar 1945 den Befehl, die Gegenangriffe am Bober zu stoppen und sich hinter die Neiße zurückzuziehen. Die Brigade „Dirlewanger“ ging direkt nach Guben, da der Gegner bereits die Stadt erreicht hatte und die Kämpfe nahmen dort zu. Das deutsche 24. Pz.K. unter Gen. Walter Nehring ging vom Bober weg als letzte Truppe in Richtung Sommerfeld und erreichte den Brückenkopf des XXXX Pz.K. in der Nacht auf den 21. Februar südlich von Guben. Ein Angriff zuvor gegen den sowjetischen Brückenkopf um Gastrose schlug fehl. Die Kampfgruppe 16. Pz.Div. ging nach Bad Muskau über die Neiße. Die Kämpfe der zurückziehenden Resteinheiten zwischen Bober und Neiße dauerten jedoch noch einige Tage an.

#### Änderung der Operationsziele durch das sowjetische Oberkommando
Nach einer Woche der Operationszeit kam Konew zu der Einsicht, dass die verlustreichen Kämpfe gegen die deutschen Truppen der Heeresgruppe Mitte nicht planmäßig verliefen und die vorgegebene Ziele nicht erreicht wurden. Insbesondere die Flügeltruppen der 1. Ukrainischen Front kamen nicht vorwärts und wenn, dann mit großen Opfern verbunden. Die Belagerungen der zwei Festungen Glogau und Breslau banden noch dazu drei Armeen (5. Gde, 6., 21.). Auch der deutsche Gegenangriff am Bober brachte das gesamte Unternehmen ins Wanken. Marschall Konew erfasste selbst später in seinem Buch:

„Leider hat unsere 13. Armee die sich ihr öffnenden Möglichkeiten nicht verwendet und hat sich an die Panzersoldaten nicht gerichtet. In diesem Fall ungenügend energisch, dass man mit der äußersten Müdigkeit der Belegschaft erklären kann, ist die Armee bis zur Neiße nicht angekommen. Und den Deutschen gelang es, die durchgebrochene Front hinter der Armee Leljuschenko zu schließen. Die Kämpfe der Infanterie haben hier den langwierigen Charakter genommen und die Verbindung zu den Panzersoldaten für einige Tage abgebrochen.“

Bei der Planung der Operation wurden mehrere Faktoren anscheinend nicht berücksichtigt: das umkämpfte Gebiet mit vielen dicht bebauten Ortschaften, Wäldern, Kanälen und Flüssen verlangsamte den Vormarsch des 1. Ukrainischen Front. Auch die Witterungsbedingungen, die Versorgungslage, der abgekämpfte Zustand der Einheiten und die nicht zu übersehende nachlassende Disziplin der Rotarmisten (Plünderungen, Alkoholexzesse) führten zur Verfehlung der Ziele. Vor allem hatte man das deutsche Oberkommando unterschätzt, wenn es um „die Fähigkeit zur Wiederherstellung der Kampffähigkeit der zerschlagenen Einheiten und Verbände“ ging.
Am 16. Februar übermittelte Marschall Konew die Plankorrektur an Stawka. Nun sollten unter ihm stehende restliche Einheiten nur bis zur Neiße kommen, den Raum Görlitz erobern, das Gelände von den deutschen Verbänden bereinigen, am Fluss die Verteidigungsstellungen nehmen, im Hinterland die belagerten Festungen Breslau und Glogau erobern und auf dem linken Flügel bis zu den Sudeten vormarschieren.
Für das sowjetische Oberkommando in Moskau entwickelte sich der laufende Angriff an der Ostfront nicht zufriedenstellend. Die 1. Ukrainische Front blieb viel weiter hinten im Osten, was auch den Vormarsch der 1. Weißrussischen Front gefährdete. Die in der Slowakei operierende 4. Ukrainische Front hatte in dem Zeitraum keine großen Erfolge erzielt und war über die Karpaten nicht hinausgekommen. Das Vorfeld bis zu den Sudeten war noch in deutscher Hand. Konews Truppen mussten die lange Front südlich der Autobahn Breslau-Berlin bilden und Verteidigungsstellungen einnehmen. Am 17. Februar stimmte das sowjetische Oberkommando der Änderung zu. Gleichzeitig wurde Marschall Schukow der Auftrag zum Anhalten der 1. Weißrussischen Front an der unteren Oder von Fürstenberg bis Stettin erteilt.

### Die Lageentwicklung zwischen dem 16. und 24. Februar
Südlich von Sagan verlief die Frontlinie am 16. Februar am Queis entlang bis nach Bunzlau. Die Abschnitte wurden verteidigt von den Kampfgruppen Pz.K. „GD“, der 21. Pz.D und der 6. VGD.
Nach der erneuten Eroberung von Sorau am 16. Februar war die Gefahr für die linke Flanke der sowjetischen 4. Pz.Armee noch nicht vorbei, da sie noch von deutschen Kräften bedroht war. Einen Teil seiner verfügbaren Panzerkräfte musste General Leljuschenko an die 13. Armee abgeben und umgruppieren. Der Angriff gegen die südlich von Sorau bis Halbau entlang der Bahnlinie stehende Gruppe des deutschen Pz-K. „GD“ musste aber wegen fehlender Artilleriemunition um zwei Tage verschoben werden und begann erst am 19. Februar. In dieser Zeit hatte General von Saucken die sowjetischen Absichten erkannt und die Stellungen verlegt, sodass diese einen Halbkreis von westlich von Sorau bis Priebus bildeten. Die deutschen Einheiten hatten aber mittlerweile den Befehl bekommen, hinter die Neiße zu gehen, sodass die Umgruppierung die Vorbereitung für das Ausweichen des Korps „GD“ wurde. Der wirkungslose sowjetische Artillerieschlag und die Sperrung der Rückzugswege durch deutsche Nachhuteinheiten führten zu sehr hohen Verlusten bei der sowjetischen 4. Panzerarmee von General Lejuschenko. Seine Truppen kamen am 21. Februar südlich von Forst an die Neiße heran, und die Verbindung zu den abgeschnittenen Einheiten wurde wiederhergestellt. Der Brückenkopf bei Gastrose sowie andere kleinere wurden später im März 1945 von den deutschen Truppen beseitigt. Ein weiter Vorstoß über den Fluss war zu diesem Zeitpunkt für Konew undenkbar. Im Allgemeinen waren seine Einheiten sehr abgekämpft und am Ende ihrer Kräfte. Die Übermacht gegen die deutschen Truppen konnte aber weiterhin gehalten werden. So hatte beispielsweise das XXXX. Pz.K. bei Guben zu dieser Zeit keine verfügbaren Panzer mehr. Die hinzugekommene Kampfgruppe XXIV. Pz.K. von Gen. Nehring war seit Mitte Januar ununterbrochen in Rückzugskämpfe verwickelt und hatte gerade den Anschluss an die Truppen hinter der Neiße über den Brückenkopf gefunden.
Die heftigen Kämpfe um die Stadt Guben begannen am 18. Februar 1945. In die Stadt hatten sich die versprengten Einheiten des Infanterie-Division Matterstock (XXXX Pz.K.) zurückgezogen. Auch die Brigade „Dirlewanger“ nach dem Rückzug aus Benau und die Brigade z.b.V. 100 aus Bobersberg nahmen an der Verteidigung der „Festung“ teil. Der Stadtteil auf dem östlichen Ufer der Neiße wurde bei den schweren und bis zum 1. März andauernden Straßenkämpfen zu 80 % zerstört.
Im Waldgebiet kämpfte die rechte Flanke der sowjetischen 52. Armee (48 Inf.K.) gegen die deutsche 21. Pz. Div, die sich immer noch in Zufuhr befand. Ab 17. Februar erhielt die Division aber von der H.Gr. Mitte den Befehl, sich hinter die Neiße abzusetzen und dort die neue HKL aufzubauen. Somit wurde die Queis-Linie im mittleren Abschnitt vom deutschen Oberkommando aufgegeben. Der Rückzug der Division wurde anschließend am 20. Februar im Raum Rothenburg/Oberlausitz beendet. Im Zentrum der 1. Ukrainischen Front erreichten die sowjetischen Infanterie-Einheiten 78. Inf.K am 21. Februar die Neiße. Am 23. Februar zogen die Hauptkräfte der 52. Armee bis Plensk nach und besetzten die Stellungen am östlichen Flussufer.

#### Angriff gegen Lauban und Görlitz
Die gut motorisierten sowjetischen Einheiten der 9. Mech.K. und 7. Gd.-Pz.K. kehrten am 16. Februar aus dem Raum Breslau zurück und setzten die Angriffe mit dem Ziel Görlitz nach dreitägiger Unterbrechung fort. Der Plan sah vor, mit dem 6. Gd.-Pz.K. von nordöstlicher Richtung und mit dem 7. Gd.-Pz.K. von östlicher Richtung anzugreifen. Das erstere Korps hatte noch große Chancen, den Plan auszuführen, da die Einheiten gerade die Queis überschritten hatten und ca. 30 km von der Stadt entfernt lagen. Das zweite Panzer-Korps mit der Mech.-Brigade sollte noch auf dem Weg die Kreisstadt Lauban erobern.
Noch am 17. Februar hatte ein anfangs erfolgreicher Gegenstoß der deutschen 6. PVGD zusammen mit den Teilen der 17. Pz.Div. die Rotarmisten des 6. Gd.-Pz.K. auf der Reichsstraße nach Görlitz aufgehalten. Nun wurden die deutschen Panzereinheiten am Abend plötzlich vom Armeekommando nach Görlitz zurückgerufen. Am nächsten Tag hatte sich die alleingebliebene 6. PVGD aus dem Raum Naumburg am Queis zurückgezogen, aber zusammen mit dem Panzergrenadier-Regiment 40 (17. Pz. Div) unter Major Friedrich Ferdinand Prinz zu Schleswig-Holstein-Sonderburg-Glücksburg durch einen Gegenangriff die Reichsstraße nach Görlitz abgeriegelt. Hierbei erwies sich fehlende Absprache mit dem Rest der 17. Pz.Div. als ein Hindernis, um das sowjetische 6. Gde-Pz.K. weiter zurückzuwerfen. Im gesamten Zeitraum der Kämpfe fehlte generell eine stabil funktionierende Kommunikation zwischen den deutschen Einheiten, was den Überblick über eigene Truppenbewegungen und Ortbesetzungen erschwerte. Wie schon von Anfang der Operation an, wurde die Lage oft über das öffentliche Post-Telefonnetz abgefragt oder die Befehle weitergegeben, die aber von den sowjetischen Nachrichtendiensten abgehört wurden. Am 19. Februar ging Kohlfurt verloren.
 Durch das wechselhafte Wetter waren die Felder jenseits der befestigten Straßen für die Panzer unpassierbar, dadurch konnten beide Seiten keine Umfassungsoperationen durchführen. Auch die Rotarmisten konnten keine Frontalangriffe erfolgreich durchsetzen, da entsprechende Ausrüstung knapp wurde. Dazu äußerte sich General Dragunski, der Kommandeur der 55. Garde-Panzer-Brigade, in seinen Memoiren später wie folgt:

„Wir bewegten uns auf der deutschen Erde, die Unbefahrbarkeit überwindend.
‚Ist das aber ein Dreck — schlimmer als bei uns!‘ Die Stimme von [Adjutanten] Pjotr Koschemjakow hat mich aus den tiefen Gedanken herausgerissen. ‚Ich dachte, wir werden nach Berlin auf den Asphaltstraßen rollen‘. Pjotr hat absolut recht. Kaum biegst du vom Wege ab — gerätst du sofort in klebrigen Schlamm. Mir kamen eben die ersten zwei Jahre des Krieges in Erinnerung, als die Faschisten versucht haben, ihre Misserfolge bei Moskau und Stalingrad zu rechtfertigen […], wie der General ‚Winter‘, der General ‚Dreck‘ und fehlende Wege als die größten Verbündeten den Russen helfen. […] Mit Mühe, Kilometer für Kilometer durchkommend, bewegten wir uns vorwärts.“

Das sowjetische 7. Gd.-Pz.Korps rückte mit der 23. und 56. Gd.-Pz. Brig. am 17. Februar an die östlichen Stadtteile von Lauban vor. Die sowjetische Artillerie sowie die Luftwaffe fingen mit dem Beschuss der Stadt an, was zu Zerstörungen und Bränden führte. Der letzte Flüchtlingszug hatte an diesem Tag die Stadt verlassen. Die mit dem Volkssturm operierenden HJ-Gruppen (ca. 40 meist 16-Jährige) wurden von der Kommandantur in westlich gelegene Dörfer evakuiert, da sie an den direkten Kämpfen per Befehl nicht teilnehmen durften. In Lauban hatte nun ein über zweiwöchiger Kampf um die Stadt begonnen. Die zähen Straßenkämpfe mit der Beteiligung von Panzern, Artillerie und Luftwaffe beider Seiten führten zu weitgehenden Zerstörungen. Die sowjetischen Einheiten kontrollierten nun die durch die Stadt verlaufende Bahnlinie Görlitz-Greiffenberg-Troppau und hatten damit die Versorgungswege nach Oberschlesien unterbrochen.

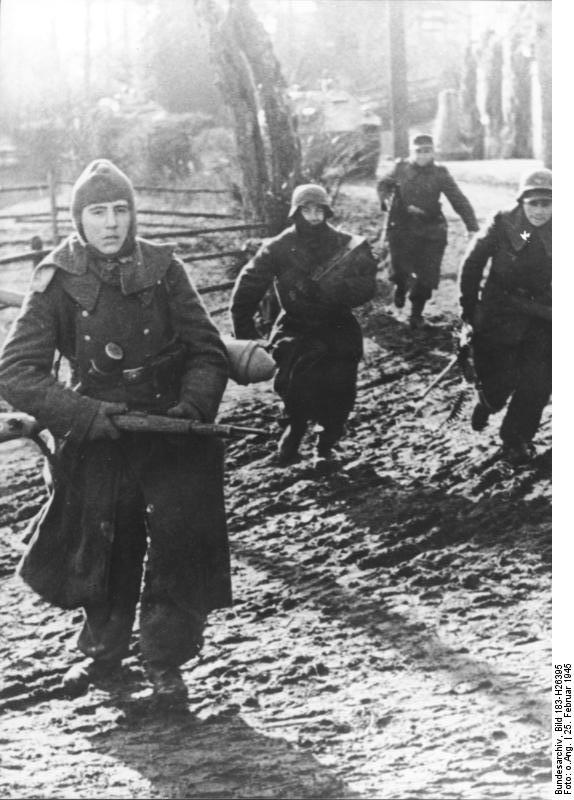
Die deutschen Grenadiere der Führer-Begleit-Division im Abwehrkampf zwischen Lauban und Löwenberg

In der nachfolgenden Nacht auf den 18. Februar wurde die deutsche 8. Pz.Div. mit Bahntransport aus dem Raum Jauer-Striegau nach Greiffenberg herangeschafft und die Truppen erheblich verstärkt, was zur großen Überraschung für die sowjetischen Kommandanten wurde. Die sowjetischen Nachrichtendienste hatten nicht erkannt, dass südöstlich von Lauban bis an Löwenberg die deutsche 17. Pz.D und später die 8. Pz.D zusammenkamen, sowie die 408. Inf.D, die zwischen den beiden sowjetischen Verbänden der 3. Gde-Pz.A aus dem Raum Liegnitz zurückgezogen worden war. Anstatt in einer Stoßrichtung anzusetzen, verteilte General Rybalko seine beiden Panzer-Korps auf breiter Front. Für die Korrektur des Fehlers war es schon zu spät. Das sowjetische 7. Gd.-Pz.K. hatte sich zu der Zeit in die Kämpfe östlich von Lauban gegen die deutschen Angriffe vom Süden her verwickelt. Von der Bedrohung der 3. Gde-Pz.A erfuhr auch die Stawka (also Stalin), und Konew wurde zur Rede gestellt, was der Marschall selbst in seinem Buch vermerkte:

„An dem Tag, als die faschistischen Teile begonnen haben, auf die Hinterstellungen der 3. Panzerarmee hinauszugehen, hat mich Stalin angerufen und sein Besorgnis geäußert: ‚Was passiert da bei euch mit der 3. Panzerarmee? Wo befindet sie sich?‘ Ich habe geantwortet, dass die Armee von Rybalko sehr anstrengende Kämpfe bei Lauban führt und ich meine, dass nichts Eigenartiges mit ihr geschehen ist. Die Armee kämpft in der komplizierten Lage, aber für die Panzertruppen ist die Sache gewohnheitsmäßig.“

Nun versuchte Konew noch, durch die Umgruppierung von 6. Gd.-Pz.K. wiederum das 7. Gd.-Pz.K. mit der 51., 53. Gd.-Pz.Brig, 16. Selbstfahr-Art.Brig und dem 57. Pz.Reg zu unterstützen. Die nachfolgenden Angriffe am 23. und 27. Februar brachten aber keine Entscheidung, da sie von den lokalen Gegenstößen der deutschen Einheiten vereitelt wurden.

#### Lage in der Festung Glogau und Festung Breslau

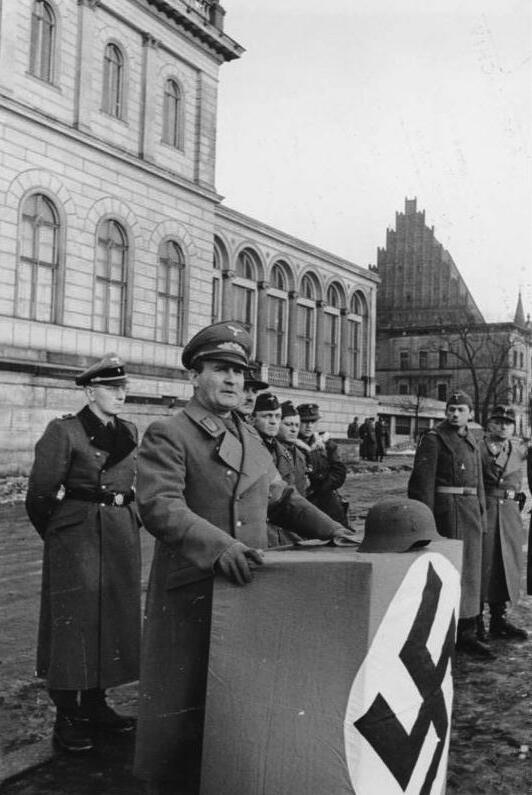
Gauleiter Karl Hanke bei Ansprache in Breslau im Februar 1945

Zwei zu „Festungen“ erklärte Städte wurden nun seit Mitte Februar von der 1. Ukrainischen Front belagert.
Breslau war mit über 45.000 Verteidigern aus dem Feld- und Ersatzheer mit 200 Geschützen, 7 Panzern, 8 Sturmgeschützen und ca. 80.000 Zivilisten eingeschlossen. Unter dem Kommandanten Generalmajor Hans von Ahlfen standen die Reste der 609. und 269. Inf.Div. sowie Luftwaffe, Waffen-SS, Polizei und Volkssturm-Einheiten. Gegen die 60 km lange Befestigungslinie um die Stadt kamen nun die Hauptangriffe der sowjetischen 6. Armee – mit dem 22. und 74. Schützenkorps sowie der 24. Schützendivision, insgesamt etwa 60.000 Rotarmisten. Bis Ende Februar konnten die Angreifer in zähen Straßen- und Häuserkämpfen von Süden her nur 2 km Frontlinie gewinnen. Oft werden in der Literatur die drei Monate andauernden gesamten Kämpfe um die Stadt mit denen in Stalingrad verglichen.
Die Stadt Glogau wurde am 11. Februar mit ca. 9000 Verteidigern unter Oberst Jonas Graf zu Eulenburg (ab 12. Februar) und etwa 2000 verbliebenen Zivilisten eingeschlossen. Von Beginn an wurde die Stadt hauptsächlich durch Artilleriebeschuss und die Luftstreitkräfte der 2. Luftarmee in Brand gesetzt und zunehmend zerstört. Die sowjetische 329. Schützendivision (Oberst Fjodor Abaschew) der 3. Gardearmee war anfangs nicht stark genug (und ohne Panzerunterstützung), um eine schnelle Erstürmung durchzuführen. Ab 21. Februar ließ der Beschuss nach, da die Munition knapp wurde. Von deutscher Seite kam Versorgung der Verteidiger aus der Luft in begrenztem Maße. Durch den fortschreitenden Rückzug der Wehrmachteinheiten hinter den Bober und schließlich die Neiße wurden keine Durchbruchversuche zur Festung Glogau unternommen und somit die Besatzung ihrem Schicksal überlassen. Die sowjetischen Belagerungskräfte erhielten erst später nach dem Beenden der gesamten Operation Unterstützung durch Artillerie und Panzer.

#### Sowjetischer Angriff auf den Sudetenwall
Nach der Einschließung Breslaus Mitte Februar wurde das sowjetische 32. Korps (3. Gde-A.) abgezogen und gegen die deutsche Abwehr der Linie Löwenberg-Goldberg-Jauer-Striegau eingesetzt. Dabei unterstützte das Korps bereits eingesetzte Einheiten der 5. Gde-A. und der 21. A beim Vormarsch in Richtung Sudeten. In Richtung Schweidnitz kamen die Kräfte des 4. Pz.K. und 31. Pz.K. in das Kampfgeschehen hinein. Auf deutscher Seite bei Strehlen standen zur Abwehr die Kampfgruppen der 254., 269. Inf.Div sowie 19. Pz.Div, 20. Pz.Div. und die 100. Leichte Inf.Div. bereit. In diesem Bereich drangen die Rotarmisten bis zum 24. Februar nur 8 km nach Süden vor und blieben bei Schweidnitz stehen. Marschall Konew hatte entgegen seinem Operations-Plan das Sudeten-Gebirgsvorland nicht erobert.

### Verhalten der sowjetischen Truppen im Kampfgebiet
Beim Einmarsch der Rotarmisten nach Schlesien begingen Rotarmisten unzählige Verbrechen aller Art gegen die Bevölkerung und die deutschen Soldaten. Sie plünderten, ermordeten wahllos (teils nach übermäßigem Alkoholkonsum) einzelne Menschen oder Gruppen, vergewaltigten Frauen jeden Alters brutal, beschossen Flüchtlingstrecks und zerstörten Sachwerte. Ein zuverlässiges Bild über die Verbrechen ergab sich für die Tatorte, wo die deutschen Gegenangriffe wie z. B. im März 1945 bei Lauban und Striegau erfolgreich waren und die behördliche Ermittlungen aufgenommen wurden.

„Der ersten Staffel blieb gerade Zeit, die ‚Uhri‘ [die Uhren] und Schmückstücke einzusammeln. Die zweite Staffel hatte es weniger eilig; ihr blieb genügend Zeit, sich an die Frauen zu machen. Für die dritte Staffel gab's weder Schmuck noch frische Frauen mehr; doch konnte sie als Nachhut, die in der Stadt zurückblieb, in aller Muße ihre Koffer mit Kleidungsstücken und Stoffen vollstopfen.“

Vor allem bei den nachstoßenden Schützenverbänden und bei den Sicherungseinheiten kam es zu Exzessen in den besetzten Gebieten. Viele deutsche Gegenstöße und Überraschungsangriffe waren eben deshalb erfolgreich, da es zu den Verzögerungen bei der Sicherung des Geländes seitens der plündernden oder betrunkenen sowjetischen infanteristischen Truppen kam und sie ihren Aufgaben nicht nachkamen.
Die Tagesration von 100 Gramm Wodka für jeden sowjetischen Frontsoldaten spielte dabei eine Rolle, außerdem selbstgebrannter Fusel oder erbeutete Alkoholika. In zahlreichen kleinen Betrieben in den schlesischen Städten wurden Mengen von Alkohol erobert. Während des Kampfeinsatzes war der Alkohol offenbar vorrangig ein Problem der Infanterie. Opfer des exzessiven Alkoholgenusses waren nicht selten die sowjetischen Soldaten selbst oder die Offiziere, die Ordnung in die Einheiten bringen wollten, die „am Rande der Auflösung“ waren.
Ob nur der exzessive Alkoholkonsum zu den Morden, Vergewaltigungen und Raub führte, bleibt umstritten. Zuerst kämpften die Soldaten noch unter der Order, Rache zu nehmen. Eine beachtliche Rolle spielten dabei die Hassgefühle auf alles Deutsche, die von der sowjetischen militärischen Presse, Frontzeitungen und Truppenzeitungen stimuliert wurden. Die Vergeltung an den Deutschen war auch ein Motivationsthema der Agitatoren für die immer jüngeren Rotarmisten – bis Ende 1944 wurden fast alle Siebzehnjährigen rekrutiert. Dass die Gewalttaten aufgrund besonderer Befehle verübt wurden, hatte selbst der Bericht der Abteilung Fremde Heere Ost vom Februar 1945 widerlegt, mit der Feststellung, dass „das bestialische Verhalten einzelner Gruppen von Rotarmisten […] nicht auf den Befehl vorgesetzter Dienststellen zurückzuführen, sondern eine Folge der fanatischen Deutschenhetze in der UdSSR“ sei. In von den deutschen Einheiten erbeuteten Feldpostbriefen kam die Auffassung der Rotarmisten von der gerechten Strafe für Deutschland zur Geltung. Die meisten sowjetischen Soldaten aus den von den Deutschen zeitweilig in den Jahren 1941–1944 besetzten Gebieten waren auch selbst betroffen von den deutschen Plünderungen und Repressalien, hatten Familienangehörige durch NS-Verbrechen oder Verschleppung nach Deutschland verloren (z. B. General Rybalko hatte seine Tochter 1942 in der Ukraine verloren, Oberst Dragunski seine gesamte Familie) und dadurch wurden ihre Haltungen psychologisch gefestigt. Hinzu kamen die schnelle Verrohung und Brutalisierung in den Schützenverbänden sowie die ständige Verfügungsgewalt über die Waffe als Ursache für gewalttätige Ausschreitungen.
Ein weiteres Problem für sowjetische Kommandanten war die nachlassende Disziplin der Rotarmisten. Obwohl das Oberkommando der 1. Ukrainischen Front den Befehl zu „Maßnahmen zur Wiederherstellung der Ordnung in den von unseren Truppen befreiten deutschen Gebieten“ bereits am 27. Januar erlassen hatte, gab es Verstöße gegen die Disziplin und Ordnung in Niederschlesien. Durch das rasche Vorgehen wurden viele Ortschaften in Niederschlesien ohne nennenswerte Zerstörungen besetzt, aber dann von den Rotarmisten systematisch durch Brände verwüstet. Als Beispiel kann man die Kreisstadt Liegnitz nennen: Erst nach der Kapitulation im Mai 1945 wurde infolge der „Siegesfeier“ der Besatzer die gesamte Altstadt durch die angelegten Brände zerstört. Die Zerstörungswut galt auch historischen Objekten oder Denkmälern historischer Persönlichkeiten, aber auch Friedhöfen.
Die bisher unbekannte Fülle vorgefundener Güter und Waren sowie die Wohnverhältnisse übten auch einen gewissen Einfluss auf die Rotarmisten aus; sie schilderten sie in ihren Briefen nach Hause:

„Wo man Rast macht, überall in den Kellern findet man herrrliche Weine, Eingemachtes und Gebäck. Auf den Höfen treiben sich Schweine, Kühe, Hühner usw. herum. […] Wir ernähren uns sehr gut, essen zehnmal besser als die Deutschen in der Ukraine gelebt haben. Es gibt alles zu essen, es fehlt nichts. […] Ich trage Reitstiefel, habe mehr als eine Uhr und dabei keine einfachen Uhren; mit einem Wort: ich schwimme im Reichtum […]“

Die Erklärung für den vorgefundenen Wohlstand und das hohe Lebensniveau in Deutschland hatte die Staats- und Armeeführung den eigenen Soldaten jeweils mit einem „täuschenden Trugbild einer Scheinzivilisation“ erklärt und behauptet, die Sowjetsoldaten wären „Bringer der wahren Kultur“. Dazu kam auch die Formel, dass alle Güter aus ganz Europa von den deutschen Besatzern vorher zusammengeraubt wurden. Die durch Alkohol verstärkte Hochstimmung führte zu einer Siegeseuphorie und Unbesiegbarkeitsgefühlen bei den Soldaten. Andererseits wurde der Kontrast noch durch sich abzeichnende Probleme mit der Disziplin verstärkt. Einige sowjetische Kommandanten fanden es unwürdig, dass Sowjetsoldaten
geplünderte deutsche Kleidungsgegenstände, Mützen und sogar komplette NS-Uniformen anzogen. Ab April 1945 verschärfte die sowjetische Führung die Disziplin. Es gab für Vergewaltigung teils harte Bestrafungen bis hin zur Todesstrafe.

## Ergebnisse

### Frontverlauf
Die ursprünglichen Operationsziele von Konew wurden von der 1. Ukrainischen Front nicht erreicht. Man hatte sich aber mit dem bescheidenen Erfolg zufriedengegeben. Nun verlief die Front ab Ende Februar 1945 entlang der Linie westlich Löwenberg, nordwestlich Lauban-Rothenburg an der Neiße bis zur Mündung in die Oder und konnte bis Mitte April gehalten werden. Die Grafschaft Glatz, das Gebirgsvorland mit Waldenburg, Reichenbach, Schweidnitz, Hirschberg, Lauban, im Görlitzer Raum der schlesische Teil westlich der Lausitzer Neiße blieben bis zur Kapitulation im Mai 1945 in deutscher Hand. Auch die Bahnlinie bis nach Mährisch-Ostrau konnte weiterhin benutzt und die Versorgung aus den Industriegebieten um Rybnik, Ostrau und Waldenburg vorerst gewährleistet werden.
Die Sowjetische Armee hatte die Reichsautobahn Berlin-Breslau vollkommen unter Kontrolle und nutzte diese zur schnellen Truppenbewegung und zu Materiallieferungen an die an der Neiße stehenden Truppen als Vorbereitung für die nächste Offensive. Die Aufstellung der neuen HKL an der Neiße und nördlich der Sudeten sah das OKH unter General Guderian noch am 21. Februar 1945 nur als vorübergehend und als Ausgangspunkt für eine große Gegenoffensive. Die Pläne waren zu diesem Zeitpunkt völlig realitätsfern. Ein rechtzeitiges Heranschaffen der Truppen brachte zwar oft begrenzte Erfolge, für die großen Operationen fehlte es aber an Nachschub und vor allem an Treibstoff. Die Heeresgruppe führte zwar später Anfang März 1945 erfolgreiche lokale Gegenangriffe bei Lauban und Striegau, die aber die letzten Reserven verbrauchten. Die Übermacht der sowjetischen Armee blieb trotz der Verluste weiterhin erhalten und wurde mit jedem Tag noch verstärkt. Die Eroberung von Niederschlesien war für die Rotarmisten aber keineswegs einfach. Dieser Vormarsch wird in den meisten westlichen Publikationen als eine Art von Spaziergang dargestellt oder völlig verschwiegen.
Nun erstarrte der Frontverlauf für fast zwei Monate an der westlichen Neiße. Dass seit der Konferenz von Jalta die von Stalin bevorzugte künftige westliche Grenze Polens mit dieser Frontlinie übereinstimmte, ist nicht als Zufall anzusehen. Der ursprüngliche Plan für die Grenzziehung zwischen Polen und Deutschland basierte wiederum auf der Frontlinie vor dem Beginn der niederschlesischen Operation.

### Verluste
In der sowjetischen Nachkriegsliteratur wurde lange behauptet, dass die Rote Armee gegen einen zahlenmäßig überlegenen Gegner gekämpft habe. Die Zahlen wurden oft nach oben hochgesetzt, um eigene Verluste oder die Kampfdauerlänge zu begründen. Die Schlachten bei Lauban oder am Bober werden in den Memoiren der sowjetischen Kommandanten in den 1980er Jahren als operative Aktionen nicht erwähnt, sondern höchstens als schwierige Durchbruchspunkte.
Bei einigen Gefechten wurden nahezu komplette sowjetische Panzerbrigaden (z. B. 61. und 63 Pz.Brig/5. Gde-Mech.Korps) von deutschen Einheiten vernichtet. Hierzu ist es schwierig, absolute Verlustzahlen der vernichteten Panzereinheiten zu nennen, da jeden Tag neue Maschinen dazu kamen, einige wurden wieder instand gesetzt und wieder andere gingen verloren.
Eine besonders kritische Situation der sowjetischen mechanisierten und gepanzerten Kräfte gab es um den 21. Februar 1945, was sogar in den sowjetischen Memoiren der damaligen Kommandanten Platz fand. Bei den Panzerbrigaden gab es hierzu 15–20 Panzer. Das 7. Gde-Pz.K. (3. Gde-PzA) verfügte an dem Tag über 55 einsatzfähige Panzer, das 9. Mech.K über 48 Panzer (im Vergl. zu der Etatzahl von 241 am Anfang der Operation). Bei der sowjetischen 4. Pz.Armee sind zwischen dem 8. und 22. Februar 257 Panzerkampfwagen (162 Т-34, 22 JS-2, 12 SU-122, 16 SU-85, 20 SU-76, 23 SU-57 und 6 «Valentine») ausgefallen. Die meisten Zerstörungen wären auf die Wirkung der Artilleriewaffen (Panzerkanonen, Pak, Artillerie) zurückzuführen. Die Verluste bei der 4. Pz.A. durch die Panzerfausteinsätze wurden nach sowjetischen Angaben mit 20 Panzern, also ca. 7,8 % der Gesamtverluste beziffert. Ähnliche Quellen meldeten bei der 3. Pz.Armee für den Zeitraum 268 verlorene Panzer, 81 Selbstfahrlafetten, 248 Kanonen und Mörser, 342 Autos und 8.736 Soldaten (davon 1.883 getötet). Die neuesten russischen Quellen geben die eigenen Verluste mit 23.577 getöteten und 75.809 verwundeten (zusammen 2,4 %) von 980.800 in der Operation beteiligten sowjetischen Soldaten an.
In der Historiografie findet man keine Gesamtzahlen der deutschen Verluste für die Zeit der Operation. Auch die Größenangaben der beteiligten Verbände der Zeitperiode sind nicht einstimmig. Man kann nur beschränkt anwendbare Zahlen angeben, die von einigen sowjetischen Verbänden bekannt gemacht wurden. So hätte z. B. die 3. Pz.A von General Rybalko 28.500 getötete und 500 kriegsgefangene deutsche Soldaten gemeldet; 3 Panzerwagen, 80 Selbstfahrlafetten, 24 Geschütze, 205 Flugzeuge, 200 Segelflugzeuge und über 200 Autos seien erobert worden.
Die größten Verluste hatte aber die deutsche Bevölkerung zu beklagen. Fast jeder sechste Bewohner von Schlesien zählte zu den Opfern der Kriegseinwirkung, Ermordung oder Verschleppung.

### In deutscher Sprache
- Karl-Heinz Frieser (Hrsg.): Das Deutsche Reich und der Zweite Weltkrieg. Band 10. Deutsche Verlags-Anstalt, München 2008.
- Hans von Ahlfen: Der Kampf um Schlesien 1944/1945. Motorbuch-Verlag, Stuttgart 1976, ISBN 3-87943-480-8. (Neuauflage: Lindenbaum Verlag, 2010, ISBN 978-3-938176-17-7).
- Percy Ernst Schramm (Hrsg.): Kriegstagebuch des Oberkommandos der Wehrmacht 1944–1945. Band 4, Teilband 2. Weltbild 2007, ISBN 978-3-8289-0525-2.
- Manfred Zeidler: Kriegsende im Osten. Die Rote Armee und die Besetzung Deutschlands östlich von Oder und Neiße 1944/45. Oldenbourg Verlag, München 1996, ISBN 3-486-56187-1.
- Ulrich Saft: Krieg im Osten: Das bittere Ende jenseits der Weichsel bis Oder und Neiße. Militärbuchverlag, Walsrode 2002, ISBN 3-9801789-6-X.
- Rolf Hinze: Letztes Aufgebot – Zur Verteidigung des Reichsgebiets. Kämpfe der Heeresgruppe Nordukraine, A, Mitte. Hinze, Meerbusch 1995, ISBN 3-928322-07-9.
- Werner Kortenhaus: Geschichte der 21. Panzerdivision. Armour Research, 2007, ISBN 978-3-935107-11-2.
- Georg Gunter: Letzter Lorbeer. 6. Auflage. Laumann-Verlag, Dülmen 2006, ISBN 3-89960-284-6.
- Rolf Michaelis: Erinnerungen an das SS-Sonderkommando „Dirlewanger“. Michaelis-Verlag, Berlin 2008, ISBN 978-3-930849-46-8.
- Wolfgang Werthen: Geschichte der 16. Panzer-Division 1939–1945. Podzun-Pallas, Bad Nauheim 1958.
- Rolf Becker: Niederschlesien 1945. Die Flucht – Die Besetzung. 6. Auflage. Aufstieg-Verlag, Landshut 1990, ISBN 3-7612-0116-8.
- Werner Haupt: Als die Rote Armee nach Deutschland kam. Podzun-Pallas, Bad Nauheim 1970, ISBN 3-7909-0145-8.
- Michael Koriakoff: Ich wollte Mensch sein. Walter, Olten 1948.

### In russischer Sprache
- Iwan Stepanowitsch Konew: Сорок пятый. Воениздат 1970, (online).
  - deutsch: Das Jahr fünfundvierzig. Übersetzt von Arno Specht. Militärverlag der DDR, Berlin 1989.
- Дмитрий Данилович Лелюшенко: Москва-Сталинград-Берлин-Прага. Записки командарма. Наука, 1987, (online).
Gen. Dmitri Danilowitsch Leljuschenko war der Oberbefehlshaber der 4. Panzer-Armee. Die Memoiren erzählen seinen militärischen Weg von Moskau bis nach Prag aus der Sicht eines hohen sowjetischen Frontoffiziers der Panzerwaffen.
- Алексей Валерьевич Исаев: Берлин 45-го. Сражения в логове зверя. Эксмо, 2007, (online).
- Василий Иванович Зайцев: Гвардейская танковая. Swerdlowsk 1989, (online).
Gen. Wassili Iwanowitsch Saizew vermittelt die Geschichte der 61. Panzer-Brigade.
- Виктор Макарович Жагала: Расчищая путь пехоте. Воениздат, 1985, (online).
Gen. Wiktor Makarowitsch Schagala war der Kommandeur der 3. Leichten Artillerie-Brigade. Die Erinnerungen erzählen seinen militärischen Weg von Stalingrad bis in die Tschechoslowakei.
- Дмитрий Шеин: Танки ведёт Рыбалко. Боевой путь 3-й Гвардейской танковой армии. Яуза, Эксмо, ISBN 978-5-699-20010-8, (online).
vermittelt die militärische Geschichte der 3. Garde-Panzerarmee.
- Константин Васильевич Крайнюков: Оружие особого рода. Мысль, 1984, (online).
Gen. Konstantin Wassiljewitsch Krajnjukow – Seine Memoiren erzählen vom militärischen Weg vom Dnepr bis zur Elbe im Rahmen der 1. Ukrainischen Front aus der Sicht eines sowjetischen Stabsoffiziers.
- Захар Карпович Слюсаренко: Последний выстрел. Воениздат, 1974, (online).
Gen. Sachar Karpowitsch Sljussarenko war der Kommandeur der 56. Garde-Panzerbrigade. Seine Memoiren erzählen von dem militärischen Weg der Brigaden 54, und 56. Gd.Pz.Brig (7. Pz.K/3. Gde-Pz.Armee).
- Давид Абрамович Драгунский: Годы в броне. Воениздат, 1983, (online).
Gen. Dawid Abramowitsch Dragunski – anfangs Kommandeur eines Panzer-Bataillons, danach der 55. Panzerbrigade (7. Pz.K/6. Gde.Pz.A) erzählt seinen militärischen Weg.
- Сергей Матвеевич Штеменко: Генеральный штаб в годы войны. Воениздат, 1989, (online).
- Александр Борисович Немчинский: Осторожно, мины! Воениздат, 1973, (online).
- Илья Мощанекий: Бои за Бреслау. Вече, 2010.

### In polnischer Sprache
- Bolesław Dolata: Wyzwolenie Dolnego Śląska w 1945. (Befreiung von Niederschlesien 1945.) Wrocław 1985.
Allgemeine Darstellung des sowjetischen Vormarsches in Niederschlesien mit der ideologischen Vorbelastung.
- Arkadiusz Wilczyński Lubań 1945. Ostatnie zwycięstwo III Rzeszy. (Lauban 1945. Der letzte Sieg des 3. Reiches), ISBN 83-7339-036-7.
Dem Leser wird die Schlacht um Lauban ausführlich vermittelt.
- Robert Primke, Maciej Szczerep, Wojciech Szczerep: Wojna w dolinie Bobru. Bolesławiec – Lwówek Śląski – Jelenia Góra w 1945 roku.
- Ivan Jakubowski: Ziemia w ogniu. Warszawa 1976.
- R. Majewski: Dolny Śląsk 1945. Wyzwolenie, Wrocław 1982.

### In englischer Sprache
- Christopher Duffy: Red Storm on the Reich. Castle Books, 2002, ISBN 0-7858-1624-0 (deutsch Der Sturm auf das Reich. Der Vormarsch der Roten Armee 1945, München 1994).
- Catherine Merridale: Ivan’s War – Life and Death in the Red Army, 1939–1945. Metropolitan Books, New York 2006, ISBN 0-8050-7455-4.
  - deutsch: Iwans Krieg. Die Rote Armee 1939–1945. Fischer Verlag, Frankfurt am Main 2014, ISBN 978-3-10-048451-2, als Fischer-Taschenbuch: 2014, ISBN 978-3-596-19799-6.